# 2016年のワールドシリーズ
2016年の野球において、メジャーリーグベースボール（MLB）優勝決定戦の第112回ワールドシリーズ（英語: 112th World Series）は、10月25日から11月2日にかけて計7試合が開催された。その結果、シカゴ・カブス（ナショナルリーグ）がクリーブランド・インディアンス（アメリカンリーグ）を4勝3敗で下し、108年ぶり3回目の優勝を果たした。
MLB全30球団で最も長く107年間シリーズ優勝から遠ざかっているカブスと、その次に長く67年間遠ざかっているインディアンスとの対戦で、結果はカブスが不名誉な記録に終止符を打った。第6戦・第7戦と敵地で連勝して1勝3敗からの逆転優勝を成し遂げたのは、今回のカブスがシリーズ史上37年ぶり4球団目である。シリーズMVPには、最終第7戦の延長10回に勝ち越し適時打を放つなど、7試合で打率.357・2打点・OPS.919という成績を残したカブスのベン・ゾブリストが選出された。
この優勝によりカブスは、2017年ローレウス世界スポーツ賞の最優秀チーム部門を受賞した。野球チームの受賞は、賞創設18年目で初である。

## ワールドシリーズまでの道のり

### 両チームの2016年
10月19日にまずアメリカンリーグでインディアンス（中地区）が、そして22日にはナショナルリーグでカブス（中地区）が、それぞれリーグ優勝を決めてワールドシリーズへ駒を進めた。

### ホームフィールド・アドバンテージ
7月12日にカリフォルニア州サンディエゴのペトコ・パークで開催されたオールスターゲームは、アメリカンリーグがナショナルリーグに4－2で勝利した。この結果、ワールドシリーズの第1・2・6・7戦を本拠地で開催できる "ホームフィールド・アドバンテージ" は、アメリカンリーグ優勝チームに与えられることになった。このオールスターには、インディアンスからはまず野手のフランシスコ・リンドーアと投手のダニー・サラザーが選出され、さらに他球団投手の出場辞退にともないコーリー・クルーバーが追加招集された。一方のカブスからは、野手はアンソニー・リゾにベン・ゾブリスト、クリス・ブライアントにアディソン・ラッセル、そしてデクスター・ファウラーの計5人、投手はジェイク・アリエータとジョン・レスターの2人が名を連ねた。試合では、2回表一死無走者の場面でクルーバーとリゾの対戦があり、クルーバーが一ゴロに抑えている。
今シリーズ終了後、MLB機構と選手会との間で新たな労使協定が締結された。この新協定でホームフィールド・アドバンテージは2017年から、レギュラーシーズンの勝率がより高いほうのチームに与えられることになった。ホームフィールド・アドバンテージをオールスターゲームの結果で決める制度は2003年に導入されたが、14年目の今回をもって廃止される。もしこの新規則が1年早く導入されていた場合は、今シリーズのホームフィールド・アドバンテージはカブスに与えられていたことになる。

## 両チームにまつわる "呪い"

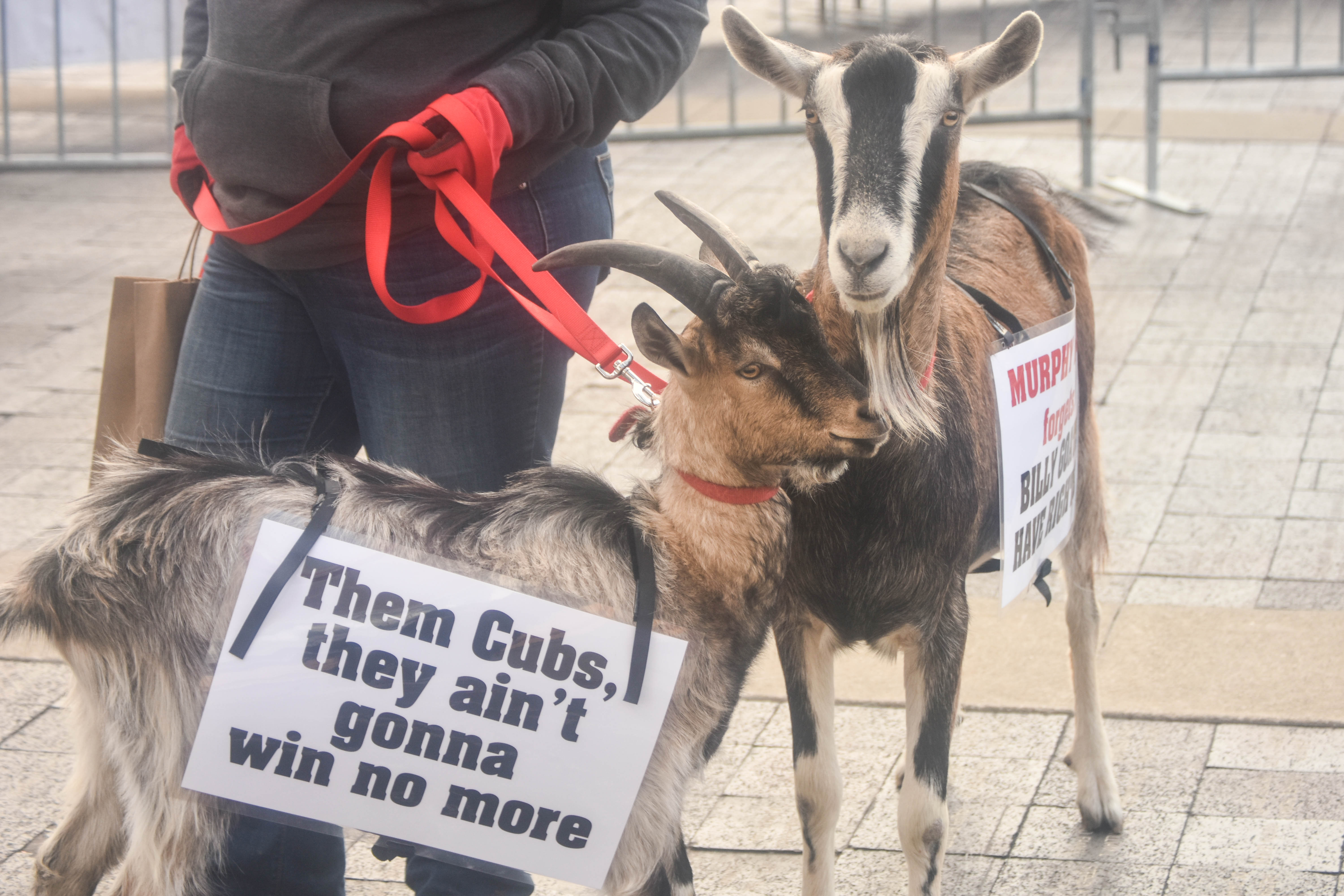
インディアンスのファンが "ビリー・ゴートの呪い" 継続を願い、第1戦当日のプログレッシブ・フィールドに連れてきた2匹のヤギ

両チームともシリーズ制覇から見放されてきた期間が長いだけに、その歴史は球団に何らかの "呪い" がかけられた結果の産物である、とまことしやかに語られてきた。インディアンスにかけられたとされるのが "ロッキー・コラビトの呪い" であり、カブスにかけられたとされるのが "ビリー・ゴートの呪い" である。
コラビトの呪いは、オハイオ州クリーブランドの地元紙『プレイン・ディーラー』記者テリー・プルートが、1994年出版の著作で提唱したもの。コラビトは1955年9月にインディアンスでデビューすると、1958年から2年連続で40本塁打・110打点を記録、特に1959年には本塁打王のタイトルを獲得し、チームが首位から5.0ゲーム差の2位につける原動力となった。しかし1960年のシーズン開幕直前に、インディアンスはトレードでコラビトを放出する。コラビト本人が認めるように当時のGMフランク・レインとコラビトの間には確執があり、さらにチーム随一の人気選手であるコラビトに対してレインが嫉妬していたことが、このトレードの遠因となったとされる。それ以降インディアンスは長い低迷期に突入し、1960年から1993年までの34シーズン中で首位とのゲーム差を11.0以内で終えたのが、選手会のストライキによる短縮シーズンとなった1981年の一度だけという有様に陥った。あまりの弱小ぶりに、1989年には映画『メジャーリーグ』の舞台となったほどであった。その後、1995年からは一転して5年連続の地区優勝を果たし、1995年と1997年にはワールドシリーズに進出するがいずれも敗退。1997年のシリーズでは、最終第7戦で1点リードを9回に追いつかれ、延長戦の末にサヨナラ負けを喫している。今回はそれ以来19年ぶりのシリーズ出場となる。
ビリー・ゴートの呪いは、1945年のワールドシリーズ第4戦で起きたとされる故事に由来する。ビリー・サイアニスという男が、イリノイ州シカゴで "ビリー・ゴート・タヴァーン" という居酒屋を営んでいた。彼はマーフィーと名付けたヤギを店のマスコットとして飼っており、そのマーフィーとともに第4戦を観戦しようとチケットを2枚購入してリグレー・フィールドへ赴いたが、マーフィーの悪臭を理由に入場を断られた。サイアニスは激怒し「カブスはもう勝てない。この球場がヤギの入場を認めない限り、ワールドシリーズでの優勝は二度とない」と言い放った。するとカブスは、その日から本拠地で開催された4試合のうち3試合に敗れ、2勝1敗から逆転をくらってシリーズ優勝を逃したのみならず、翌1946年以降はシリーズへの進出すら果たせなくなった。1969年には8月16日時点での最大9.0ゲーム差を1か月でひっくり返されてポストシーズン進出を逃し、2003年にはあとアウト5つで58年ぶりのシリーズ進出という場面から観客のファウルフライ捕球妨害をきっかけに逆転負け、2015年のリーグ優勝決定戦ではヤギと同名のダニエル・マーフィーに4試合連続で本塁打を浴び1勝もできず、と悲劇的な敗退を繰り返す。しかし2016年は、奇しくも46年前にサイアニスが亡くなった日と同じ10月22日に、リーグ優勝決定戦突破と71年ぶりのシリーズ進出を決めた。
チームが長期間にわたって優勝から見放されているときに、その原因を呪いに求める例はほかにもある。そのなかでも特に著名なもののひとつに、ボストン・レッドソックスの "バンビーノの呪い" がある。レッドソックスは、1910年代終了時点でシリーズ優勝が全球団最多の5度を数える強豪だった。しかし1919年のシーズン終了後に、レッドソックスは主力選手の "バンビーノ" ことベーブ・ルースをニューヨーク・ヤンキースへトレードで放出する。それ以降レッドソックスが優勝できなくなったのは、このときに呪いがかけられたからだ、というのがこの話の要旨である。レッドソックスは2004年に86年ぶりのシリーズ制覇を成し遂げ、バンビーノの呪いに終止符を打った。このとき、レッドソックスのGMを務めていたのがセオ・エプスタインで、監督として指揮を執っていたのがテリー・フランコーナである。それから12年が経ち、今シリーズではエプスタインがカブス編成本部長、フランコーナがインディアンス監督として、敵味方に分かれて相対することとなった。エプスタインはフランコーナとの対戦について「ワールドシリーズに出られるってだけでも特別なことなのに、いい思い出がたくさん蘇ってくるんだからたまらないね。ただ彼はポストシーズンに入るといつも以上に采配が冴えるから、敵に回した今となっては厄介なんだよなぁ」と述べている。

## 両チームの過去の対戦
いずれのチームも第1回ワールドシリーズが開催された1903年より前に創設され、100年以上の歴史を有している。しかし、ワールドシリーズでこの両チームの対戦が実現したことは、今までに一度もなかった。カブスの過去10回のシリーズ出場は1945年以前に集中しているが、その間にインディアンスがシリーズ出場を果たしたのは1920年の一度しかなく、そのときの対戦相手はブルックリン・ロビンス（のちのロサンゼルス・ドジャース）だった。　
1997年から始まったレギュラーシーズン中のインターリーグでは、両チームの対戦はこれまでに計18試合が行われており、その結果は9勝9敗の五分である。直近の対戦は、2015年にそれぞれの本拠地で2試合ずつの計4試合が組まれており、ここも2勝2敗と互角だった。その4試合のうち、6月17日の試合ではカブスが17－0の大勝を収めており、これは零封試合としてはインターリーグ史上最大点差である。一方、8月24日の試合でもカブスが勝利しているが、こちらは2x－1の接戦だった。この試合では先発投手が、インディアンスがコーリー・クルーバーでカブスがジョン・レスターと、今シリーズ第1戦と同じ顔合わせとなった。結果はクルーバーが11奪三振0与四球で7.2イニング1失点、レスターが4併殺打を含む16のゴロアウトで8.2イニング1失点と、ともに好投している。レスターは相手走者との駆け引きが苦手で盗塁を多く許す投手として知られ、対するインディアンスは2016年のチーム盗塁数がリーグ最多となるなど走塁面に強みを持つ。シリーズを前に、インディアンス一塁コーチのサンディー・アロマー・ジュニアは「前回の対戦では走者をあまり出せなかったから、できることもそんなになかった」と振り返り、監督のテリー・フランコーナは「走塁が彼を攻略する足がかりになればいいけどね」と述べている。

## ロースター
両チームの出場選手登録（ロースター）は以下の通り。
- 名前の横の★はこの年のオールスターゲームに選出された選手を、＃はレギュラーシーズン開幕後に入団した選手を、◎はリーグ優勝決定戦MVP受賞者を示す。
- 年齢は今シリーズ開幕時点でのもの。

| クリーブランド・インディアンス | クリーブランド・インディアンス | クリーブランド・インディアンス | クリーブランド・インディアンス | クリーブランド・インディアンス | クリーブランド・インディアンス | クリーブランド・インディアンス | クリーブランド・インディアンス | クリーブランド・インディアンス | シカゴ・カブス | シカゴ・カブス | シカゴ・カブス     | シカゴ・カブス               | シカゴ・カブス | シカゴ・カブス | シカゴ・カブス | シカゴ・カブス       | シカゴ・カブス       |
| 守備位置                       | 背番号                         | 出身                           | 選手                           | 投                             | 打                             | 年齢                           | ワールドシリーズ経験           | ワールドシリーズ経験           | 守備位置       | 背番号         | 出身               | 選手                         | 投             | 打             | 年齢           | ワールドシリーズ経験 | ワールドシリーズ経験 |
| 守備位置                       | 背番号                         | 出身                           | 選手                           | 投                             | 打                             | 年齢                           | 出場                           | 優勝                           | 守備位置       | 背番号         | 出身               | 選手                         | 投             | 打             | 年齢           | 出場                 | 優勝                 |
| ------------------------------ | ------------------------------ | ------------------------------ | ------------------------------ | ------------------------------ | ------------------------------ | ------------------------------ | ------------------------------ | ------------------------------ | -------------- | -------------- | ------------------ | ---------------------------- | -------------- | -------------- | -------------- | -------------------- | -------------------- |
| 投手                           | 37                             | アメリカ合衆国の旗             | コディ・アレン                 | 右                             | 右                             | 27                             | 初                             | なし                           | 投手           | 49             | アメリカ合衆国の旗 | ジェイク・アリエータ★        | 右             | 右             | 30             | 初                   | なし                 |
| 投手                           | 47                             | アメリカ合衆国の旗             | トレバー・バウアー             | 右                             | 右                             | 25                             | 初                             | なし                           | 投手           | 54             | キューバの旗       | アロルディス・チャップマン＃ | 左             | 左             | 28             | 初                   | なし                 |
| 投手                           | 52                             | アメリカ合衆国の旗             | マイク・クレビンジャー         | 右                             | 右                             | 25                             | 初                             | なし                           | 投手           | 6              | アメリカ合衆国の旗 | カール・エドワーズJr.        | 右             | 右             | 25             | 初                   | なし                 |
| 投手                           | 28                             | アメリカ合衆国の旗             | コーリー・クルーバー★          | 右                             | 右                             | 30                             | 初                             | なし                           | 投手           | 52             | アメリカ合衆国の旗 | ジャスティン・グリム         | 右             | 右             | 28             | 初                   | なし                 |
| 投手                           | 53                             | アメリカ合衆国の旗             | ジェフ・マンシップ             | 右                             | 右                             | 31                             | 初                             | なし                           | 投手           | 28             | アメリカ合衆国の旗 | カイル・ヘンドリックス       | 右             | 右             | 26             | 初                   | なし                 |
| 投手                           | 34                             | アメリカ合衆国の旗             | ザック・マカリスター           | 右                             | 右                             | 26                             | 初                             | なし                           | 投手           | 41             | アメリカ合衆国の旗 | ジョン・ラッキー             | 右             | 右             | 38             | 3年ぶり3回目         | 2回                  |
| 投手                           | 54                             | アメリカ合衆国の旗             | ライアン・メリット             | 左                             | 左                             | 24                             | 初                             | なし                           | 投手           | 34             | アメリカ合衆国の旗 | ジョン・レスター★◎           | 左             | 左             | 32             | 3年ぶり3回目         | 2回                  |
| 投手                           | 24                             | アメリカ合衆国の旗             | アンドリュー・ミラー★＃◎       | 左                             | 左                             | 31                             | 初                             | なし                           | 投手           | 38             | アメリカ合衆国の旗 | マイク・モンゴメリー＃       | 左             | 左             | 27             | 初                   | なし                 |
| 投手                           | 61                             | アメリカ合衆国の旗             | ダン・オテロ                   | 右                             | 右                             | 31                             | 初                             | なし                           | 投手           | 56             | ベネズエラの旗     | ヘクター・ロンドン           | 右             | 右             | 28             | 初                   | なし                 |
| 投手                           | 31                             | ドミニカ共和国の旗             | ダニー・サラザー★              | 右                             | 右                             | 26                             | 初                             | なし                           | 投手           | 46             | ドミニカ共和国の旗 | ペドロ・ストロップ           | 右             | 右             | 31             | 初                   | なし                 |
| 投手                           | 27                             | アメリカ合衆国の旗             | ブライアン・ショウ             | 右                             | 右                             | 28                             | 初                             | なし                           | 投手           | 37             | アメリカ合衆国の旗 | トラビス・ウッド             | 左             | 右             | 29             | 初                   | なし                 |
| 投手                           | 43                             | アメリカ合衆国の旗             | ジョシュ・トムリン             | 右                             | 右                             | 31                             | 初                             | なし                           | 捕手           | 40             | ベネズエラの旗     | ウィルソン・コントレラス     | 右             | 右             | 23             | 初                   | なし                 |
| 捕手                           | 10                             | ブラジルの旗                   | ヤン・ゴームズ                 | 右                             | 右                             | 29                             | 初                             | なし                           | 捕手           | 47             | ベネズエラの旗     | ミゲル・モンテロ             | 右             | 左             | 33             | 初                   | なし                 |
| 捕手                           | 55                             | プエルトリコの旗               | ロベルト・ペレス               | 右                             | 右                             | 27                             | 初                             | なし                           | 捕手           | 3              | アメリカ合衆国の旗 | デビッド・ロス               | 右             | 右             | 39             | 3年ぶり2回目         | 1回                  |
| 内野手                         | 22                             | アメリカ合衆国の旗             | ジェイソン・キプニス           | 右                             | 左                             | 29                             | 初                             | なし                           | 内野手         | 9              | プエルトリコの旗   | ハビアー・バエズ◎            | 右             | 右             | 23             | 初                   | なし                 |
| 内野手                         | 12                             | プエルトリコの旗               | フランシスコ・リンドーア★      | 右                             | 両                             | 22                             | 初                             | なし                           | 内野手         | 17             | アメリカ合衆国の旗 | クリス・ブライアント★        | 右             | 右             | 24             | 初                   | なし                 |
| 内野手                         | 1                              | ドミニカ共和国の旗             | マイケル・マルティネス＃       | 右                             | 両                             | 34                             | 初                             | なし                           | 内野手         | 44             | アメリカ合衆国の旗 | アンソニー・リゾ★            | 左             | 左             | 27             | 初                   | なし                 |
| 内野手                         | 26                             | アメリカ合衆国の旗             | マイク・ナポリ                 | 右                             | 右                             | 34                             | 3年ぶり3回目                   | 1回                            | 内野手         | 27             | アメリカ合衆国の旗 | アディソン・ラッセル★        | 右             | 右             | 22             | 初                   | なし                 |
| 内野手                         | 11                             | ドミニカ共和国の旗             | ホセ・ラミレス                 | 右                             | 両                             | 24                             | 初                             | なし                           | 内野手         | 18             | アメリカ合衆国の旗 | ベン・ゾブリスト★            | 右             | 両             | 35             | 2年連続3回目         | 1回                  |
| 外野手                         | 6                              | アメリカ合衆国の旗             | ロニー・チゼンホール           | 右                             | 左                             | 28                             | 初                             | なし                           | 外野手         | 5              | アメリカ合衆国の旗 | アルバート・アルモーラJr.    | 右             | 右             | 22             | 初                   | なし                 |
| 外野手                         | 4                              | アメリカ合衆国の旗             | ココ・クリスプ＃               | 右                             | 両                             | 36                             | 9年ぶり2回目                   | 1回                            | 外野手         | 8              | アメリカ合衆国の旗 | クリス・コグラン＃           | 右             | 左             | 31             | 初                   | なし                 |
| 外野手                         | 20                             | アメリカ合衆国の旗             | ラージャイ・デービス           | 右                             | 右                             | 36                             | 初                             | なし                           | 外野手         | 24             | アメリカ合衆国の旗 | デクスター・ファウラー★      | 右             | 両             | 30             | 初                   | なし                 |
| 外野手                         | 6                              | アメリカ合衆国の旗             | ブランドン・ガイヤー＃         | 右                             | 右                             | 30                             | 初                             | なし                           | 外野手         | 22             | アメリカ合衆国の旗 | ジェイソン・ヘイワード       | 左             | 左             | 27             | 初                   | なし                 |
| 外野手                         | 30                             | アメリカ合衆国の旗             | タイラー・ネイキン             | 右                             | 左                             | 25                             | 初                             | なし                           | 外野手         | 12             | アメリカ合衆国の旗 | カイル・シュワーバー         | 右             | 左             | 23             | 初                   | なし                 |
| 指名打者                       | 41                             | ドミニカ共和国の旗             | カルロス・サンタナ             | 右                             | 両                             | 30                             | 初                             | なし                           | 外野手         | 68             | キューバの旗       | ホルヘ・ソレア               | 右             | 右             | 24             | 初                   | なし                 |

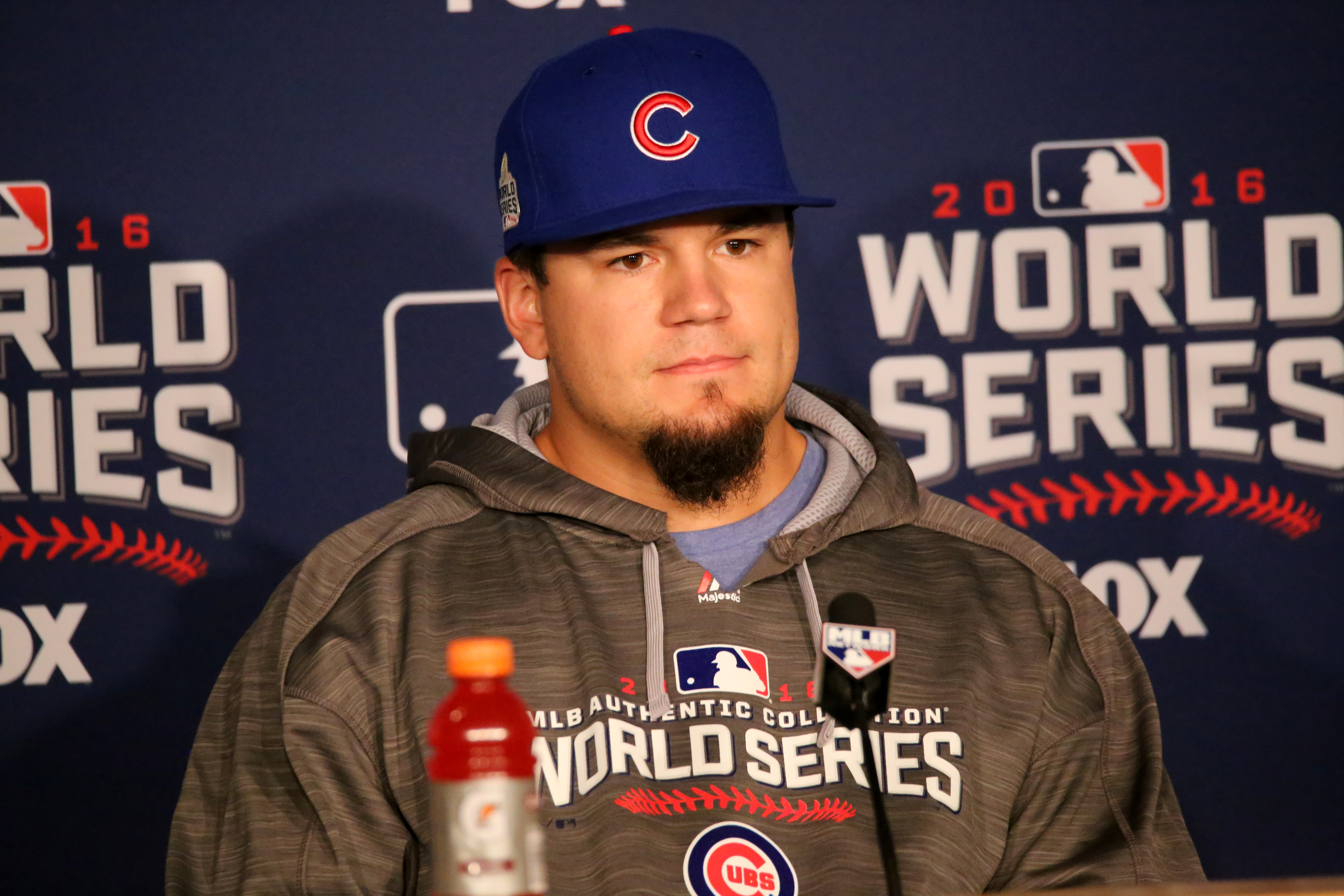
シリーズ開幕を前に記者会見に臨むカブスのカイル・シュワーバー

インディアンスはリーグ優勝決定戦のロースターから投手を入れ替え、コディ・アンダーソンに代えてダニー・サラザーを登録した。サラザーは開幕から先発ローテーションの一角として投げ、前半戦は17試合104.2イニングで10勝3敗・防御率2.75の好成績を残し、オールスターゲームにも初めて選出された。しかしそのオールスター出場を右肘違和感のため辞退すると、8月上旬にはその右肘の炎症で15日間の故障者リスト入り。一度は復帰したものの9月上旬には右前腕部の張りを訴え、そのままレギュラーシーズンは投げずに終了、ポストシーズンでもリーグ優勝決定戦まではロースターを外れていた。ワールドシリーズで復帰ということにはなったが、投手コーチのミッキー・キャラウェイは、サラザーの投球数は65球から70球が限度になるだろうとの見通しを示している。アンダーソンは地区シリーズもリーグ優勝決定戦もロースターには入っていたが、一度も登板しないままサラザーに枠を譲ることになった。またインディアンスのローテーション投手ではもうひとり、カルロス・カラスコも9月中旬の試合で打球が直撃し右手小指を骨折しており、こちらは60日間の故障者リストに入ったため今シリーズでは復帰できない。
カブスはリーグ優勝決定戦のロースターから救援投手のロブ・ザストリズニーを外し、外野手のカイル・シュワーバーを登録した。シュワーバーは2015年6月にデビューすると、レギュラーシーズンでは69試合で16本塁打、ポストシーズンでは9試合で5本塁打を放っていた。しかし2016年は、開幕3試合目で外野守備中にデクスター・ファウラーと交錯し、左膝の前十字靭帯および外側側副靱帯を断裂するという重傷を負っていた。リハビリの結果、リーグ優勝決定戦のさなかに医師から打撃と走塁の許可が下りたため、シュワーバーは急遽チームの帯同を離れてアリゾナ・フォールリーグ（AFL）に合流し、シリーズ出場へ向けて最終調整を行うことになった。AFLでは2試合の出場にとどまったものの、二塁へのスライディングを無事こなせたことや打球速度が110mph（約177.0km/h）を記録したことなどから、ロースター入りが決まった。敵地プログレッシブ・フィールドでは指名打者として、本拠地リグレー・フィールドでは代打としての起用が見込まれる。ザストリズニーは左投手で、リーグ優勝決定戦では対戦相手のロサンゼルス・ドジャースに左打者が多いことからロースター入りしていたが、登板機会は結局なかった。

## 試合結果
2016年のワールドシリーズは10月25日に開幕し、途中に移動日を挟んで9日間で7試合が行われた。日程・結果は以下の通り。
| 日付                                            | 試合  | ビジター球団（先攻）           | スコア | ホーム球団（後攻）             | 開催球場                   | 開催球場                                                |
| ----------------------------------------------- | ----- | ------------------------------ | ------ | ------------------------------ | -------------------------- | ------------------------------------------------------- |
| 10月25日（火）                                  | 第1戦 | シカゴ・カブス                 | 0－6   | クリーブランド・インディアンス | プログレッシブ・フィールド | プログ · レッシブ・ · フィールドリグレー・ · フィールド |
| 10月26日（水）                                  | 第2戦 | シカゴ・カブス                 | 5－1   | クリーブランド・インディアンス | プログレッシブ・フィールド | プログ · レッシブ・ · フィールドリグレー・ · フィールド |
| 10月27日（木）                                  |       | 移動日                         | 移動日 | 移動日                         |                            | プログ · レッシブ・ · フィールドリグレー・ · フィールド |
| 10月28日（金）                                  | 第3戦 | クリーブランド・インディアンス | 1－0   | シカゴ・カブス                 | リグレー・フィールド       | プログ · レッシブ・ · フィールドリグレー・ · フィールド |
| 10月29日（土）                                  | 第4戦 | クリーブランド・インディアンス | 7－2   | シカゴ・カブス                 | リグレー・フィールド       | プログ · レッシブ・ · フィールドリグレー・ · フィールド |
| 10月30日（日）                                  | 第5戦 | クリーブランド・インディアンス | 2－3   | シカゴ・カブス                 | リグレー・フィールド       | プログ · レッシブ・ · フィールドリグレー・ · フィールド |
| 10月31日（月）                                  |       | 移動日                         | 移動日 | 移動日                         |                            | プログ · レッシブ・ · フィールドリグレー・ · フィールド |
| 11月01日（火）                                  | 第6戦 | シカゴ・カブス                 | 9－3   | クリーブランド・インディアンス | プログレッシブ・フィールド | プログ · レッシブ・ · フィールドリグレー・ · フィールド |
| 11月02日（水）                                  | 第7戦 | シカゴ・カブス                 | 8－7   | クリーブランド・インディアンス | プログレッシブ・フィールド | プログ · レッシブ・ · フィールドリグレー・ · フィールド |
| 優勝：シカゴ・カブス（4勝3敗 / 108年ぶり3度目） |       |                                |        |                                |                            | プログ · レッシブ・ · フィールドリグレー・ · フィールド |

### 第1戦 10月25日
- プログレッシブ・フィールド（オハイオ州クリーブランド）

|                                | 1 | 2 | 3 | 4 | 5 | 6 | 7 | 8 | 9 | R | H  | E |
| ------------------------------ | - | - | - | - | - | - | - | - | - | - | -- | - |
| シカゴ・カブス                 | 0 | 0 | 0 | 0 | 0 | 0 | 0 | 0 | 0 | 0 | 7  | 0 |
| クリーブランド・インディアンス | 2 | 0 | 0 | 1 | 0 | 0 | 0 | 3 | X | 6 | 10 | 0 |

1. 勝利：コーリー・クルーバー（1勝）
2. 敗戦：ジョン・レスター（1敗）
3. 本塁打
CLE：ロベルト・ペレス1号ソロ・2号3ラン
4. 審判
［球審］ラリー・バノーバー
［塁審］一塁: クリス・グッチオーネ、二塁: ジョン・ハーシュベック、三塁: マービン・ハドソン
［外審］左翼: トニー・ランダッゾ、右翼: ジョー・ウェスト
5. 試合開始時刻: 東部夏時間（UTC-4）午後8時10分  試合時間: 3時間37分  観客: 3万8091人  気温: 50°F（10°C）
詳細: MLB.com Gameday / ESPN.com / Baseball-Reference.com / FanGraphs

| シカゴ・カブス | シカゴ・カブス | シカゴ・カブス  | シカゴ・カブス | シカゴ・カブス | クリーブランド・インディアンス | クリーブランド・インディアンス | クリーブランド・インディアンス | クリーブランド・インディアンス | クリーブランド・インディアンス                                                                                     |
| -------------- | -------------- | --------------- | -------------- | --- | ------------------------------ | ------------------------------ | ------------------------------ | ------------------------------ | --- |
| 打順           | 守備           | 選手            | 打席           | J・レスターD・ロスA・リゾJ・バエズK・ブライ · アントA・ラッセルB・ゾブリストD・ファウラーC・コグランK・シュワーバー | 打順                           | 守備                           | 選手                           | 打席                           | C・クルーバーR・ペレスM・ナポリJ・キプニスJ・ラミレスF・リンドーアB・ガイヤーR・デービスL・チゼンホールC・サンタナ |
| 1              | 中             | D・ファウラー   | 両             | J・レスターD・ロスA・リゾJ・バエズK・ブライ · アントA・ラッセルB・ゾブリストD・ファウラーC・コグランK・シュワーバー | 1                              | 中                             | R・デービス                    | 右                             | C・クルーバーR・ペレスM・ナポリJ・キプニスJ・ラミレスF・リンドーアB・ガイヤーR・デービスL・チゼンホールC・サンタナ |
| 2              | 三             | K・ブライアント | 右             | J・レスターD・ロスA・リゾJ・バエズK・ブライ · アントA・ラッセルB・ゾブリストD・ファウラーC・コグランK・シュワーバー | 2                              | 二                             | J・キプニス                    | 左                             | C・クルーバーR・ペレスM・ナポリJ・キプニスJ・ラミレスF・リンドーアB・ガイヤーR・デービスL・チゼンホールC・サンタナ |
| 3              | 一             | A・リゾ         | 左             | J・レスターD・ロスA・リゾJ・バエズK・ブライ · アントA・ラッセルB・ゾブリストD・ファウラーC・コグランK・シュワーバー | 3                              | 遊                             | F・リンドーア                  | 両                             | C・クルーバーR・ペレスM・ナポリJ・キプニスJ・ラミレスF・リンドーアB・ガイヤーR・デービスL・チゼンホールC・サンタナ |
| 4              | 左             | B・ゾブリスト   | 両             | J・レスターD・ロスA・リゾJ・バエズK・ブライ · アントA・ラッセルB・ゾブリストD・ファウラーC・コグランK・シュワーバー | 4                              | 一                             | M・ナポリ                      | 右                             | C・クルーバーR・ペレスM・ナポリJ・キプニスJ・ラミレスF・リンドーアB・ガイヤーR・デービスL・チゼンホールC・サンタナ |
| 5              | DH             | K・シュワーバー | 左             | J・レスターD・ロスA・リゾJ・バエズK・ブライ · アントA・ラッセルB・ゾブリストD・ファウラーC・コグランK・シュワーバー | 5                              | DH                             | C・サンタナ                    | 両                             | C・クルーバーR・ペレスM・ナポリJ・キプニスJ・ラミレスF・リンドーアB・ガイヤーR・デービスL・チゼンホールC・サンタナ |
| 6              | 二             | J・バエズ       | 右             | J・レスターD・ロスA・リゾJ・バエズK・ブライ · アントA・ラッセルB・ゾブリストD・ファウラーC・コグランK・シュワーバー | 6                              | 三                             | J・ラミレス                    | 両                             | C・クルーバーR・ペレスM・ナポリJ・キプニスJ・ラミレスF・リンドーアB・ガイヤーR・デービスL・チゼンホールC・サンタナ |
| 7              | 右             | C・コグラン     | 左             | J・レスターD・ロスA・リゾJ・バエズK・ブライ · アントA・ラッセルB・ゾブリストD・ファウラーC・コグランK・シュワーバー | 7                              | 左                             | B・ガイヤー                    | 右                             | C・クルーバーR・ペレスM・ナポリJ・キプニスJ・ラミレスF・リンドーアB・ガイヤーR・デービスL・チゼンホールC・サンタナ |
| 8              | 遊             | A・ラッセル     | 右             | J・レスターD・ロスA・リゾJ・バエズK・ブライ · アントA・ラッセルB・ゾブリストD・ファウラーC・コグランK・シュワーバー | 8                              | 右                             | L・チゼンホール                | 左                             | C・クルーバーR・ペレスM・ナポリJ・キプニスJ・ラミレスF・リンドーアB・ガイヤーR・デービスL・チゼンホールC・サンタナ |
| 9              | 捕             | D・ロス         | 右             | J・レスターD・ロスA・リゾJ・バエズK・ブライ · アントA・ラッセルB・ゾブリストD・ファウラーC・コグランK・シュワーバー | 9                              | 捕                             | R・ペレス                      | 右                             | C・クルーバーR・ペレスM・ナポリJ・キプニスJ・ラミレスF・リンドーアB・ガイヤーR・デービスL・チゼンホールC・サンタナ |
| 先発投手       | 先発投手       | 先発投手        | 投球           | J・レスターD・ロスA・リゾJ・バエズK・ブライ · アントA・ラッセルB・ゾブリストD・ファウラーC・コグランK・シュワーバー | 先発投手                       | 先発投手                       | 先発投手                       | 投球                           | C・クルーバーR・ペレスM・ナポリJ・キプニスJ・ラミレスF・リンドーアB・ガイヤーR・デービスL・チゼンホールC・サンタナ |
| J・レスター    | J・レスター    | J・レスター     | 左             | J・レスターD・ロスA・リゾJ・バエズK・ブライ · アントA・ラッセルB・ゾブリストD・ファウラーC・コグランK・シュワーバー | C・クルーバー                  | C・クルーバー                  | C・クルーバー                  | 右                             | C・クルーバーR・ペレスM・ナポリJ・キプニスJ・ラミレスF・リンドーアB・ガイヤーR・デービスL・チゼンホールC・サンタナ |

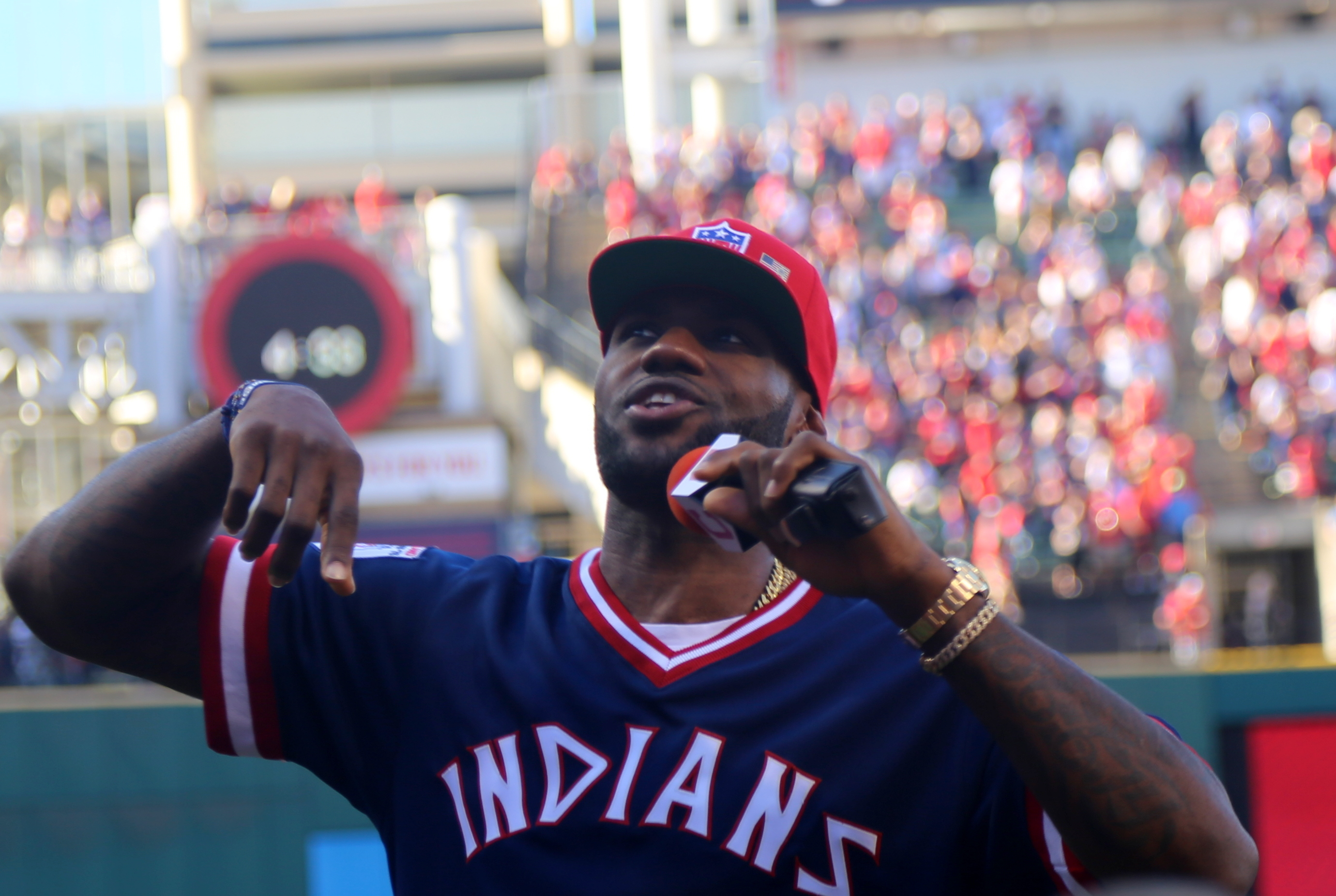
レブロン・ジェームズは地区シリーズ第2戦ではプログレッシブ・フィールドに来場し、試合前にファンを鼓舞していた

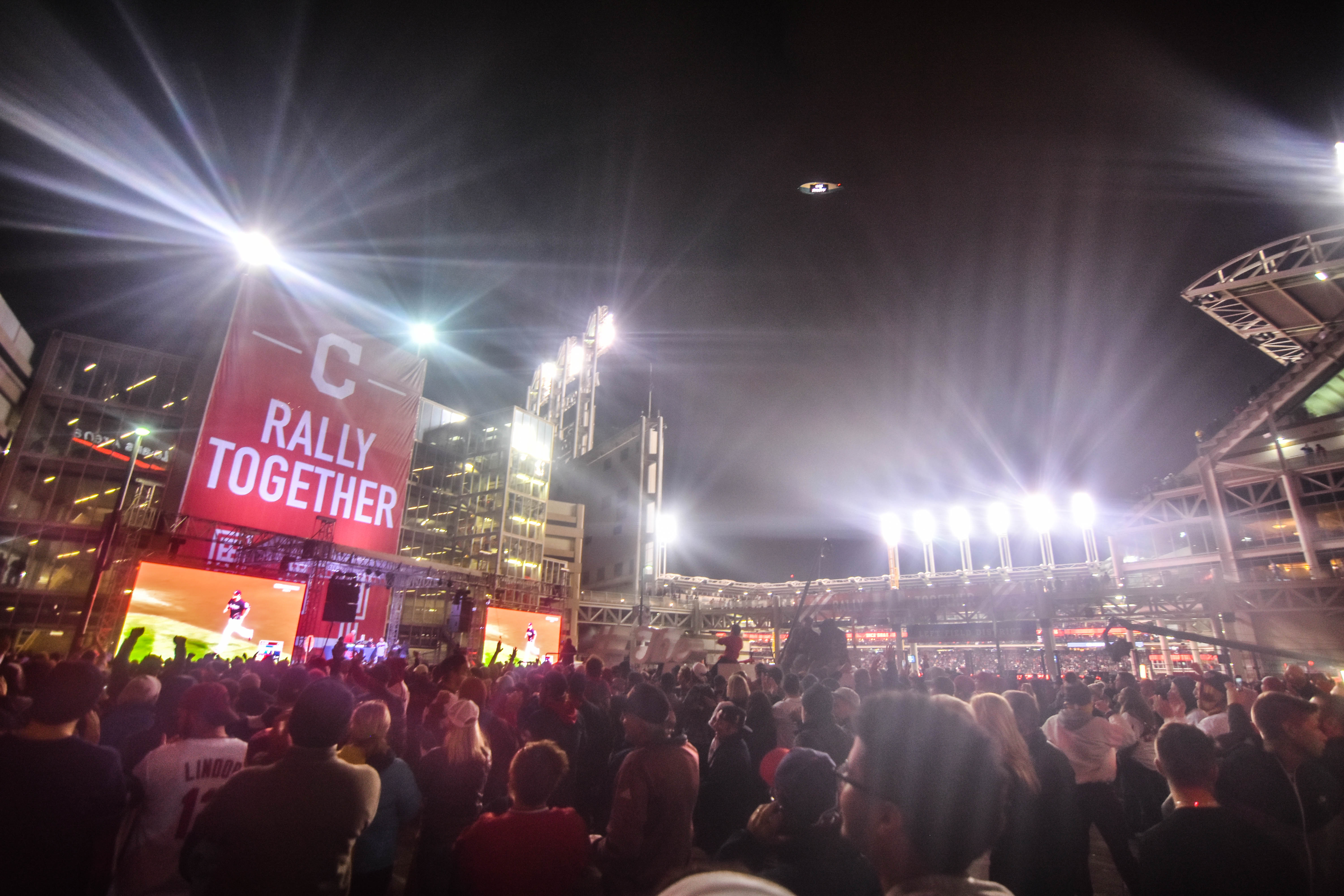
プログレッシブ・フィールド（右奥）とクイックン・ローンズ・アリーナの間の通路に大型モニターが設置され、球場に入れなかったファンも試合の様子を見守った

10月25日、オハイオ州クリーブランドの街は "途轍もない火曜日" とも "クリーブランドのクリスマス" とも呼ばれるほど、大いに盛り上がっていた。市内のゲートウェイ複合施設でこの日、北米4大プロスポーツリーグの重要な試合がふたつ行われるためである。ひとつはプログレッシブ・フィールドでのワールドシリーズ第1戦であり、もうひとつはその隣の "The Q" ことクイックン・ローンズ・アリーナで開催される、バスケットボール・NBAの2016-17シーズン開幕戦である。The Qを本拠とするクリーブランド・キャバリアーズはこの年の6月、創設46年目で初のNBAファイナル制覇を果たしていた。そのためキャバリアーズにとって10月25日は、チャンピオンリング贈呈の日であり、優勝記念バナー掲揚の日であり、連覇への第一歩を記す日でもあった。10月19日にインディアンスがワールドシリーズ進出を決め、その第1戦とNBAシーズン開幕戦の日程が試合開始予定時刻まで重なると、キャバリアーズは開始時刻を午後8時から7時30分へ繰り上げた。リング贈呈式のあと、レブロン・ジェームズは観客へ向けて「俺たちの仲間も隣でワールドシリーズを始めようとしているまさに今、この街の生まれでなければこの街在住でもなく、この街のチームにいるわけでもこの街に身を捧げているわけでもない、そんな人間には生きてる意味もない。これはクリーブランド対世界の戦いだ」と語りかけた。
クリーブランドは数十年にわたり "湖岸の過ち" と蔑まれてきた。街は、1950年代前半にはカリフォルニア州のサンフランシスコとロサンゼルスを合わせたよりも多くのフォーチュン500企業を抱え繁栄していたが、その後は産業空洞化や人口流出が進行し、1978年には市がデフォルトに陥るなど衰退していった。その結果、街は "ラストベルト" を象徴する都市となった。そしてスポーツでも、クリーブランドのチームは街の没落と軌を一にするかのように低迷した。4大リーグにおけるクリーブランドの優勝は、アメリカンフットボール・NFLのクリーブランド・ブラウンズが1964年12月にしたのを最後に、50年以上も途絶えた。キャバリアーズが2016年6月にNBAファイナルを制したことで、クリーブランドは4大リーグ制覇から最も遠ざかる都市の座を脱却した。2016年は、街の再開発が数年前から実を結びつつあった時期でもあり、キャバリアーズとインディアンスの相次ぐ躍進は、街に負の歴史の克服を促した。この日、地元紙『プレイン・ディーラー』一面の見出しは "Are You Ready To Believe Again?"（「もう一度信じる準備はできたか？」）だった。第1戦の先発投手は、インディアンスはコーリー・クルーバー、カブスはジョン・レスター。このポストシーズンでの成績は、クルーバーが3試合18.1イニングで2勝1敗・防御率0.98、レスターが3試合21.0イニングで2勝0敗・防御率0.86である。
午後8時過ぎ、The Qではキャバリアーズがニューヨーク・ニックスを相手に28－18とリードして第1クォーターを終え、続いて球場でシリーズ初戦が始まった。カブスの先頭打者デクスター・ファウラーに対しクルーバーは初球、92.1mph（約148.2km/h）のシンカーを外角低めへ投じ、ボールとなる。この1球によりファウラーは、ワールドシリーズに出場した球団史上初のアフリカ系アメリカ人となった。しかしこの打席、ファウラーは見逃し三振に倒れた。クルーバーは2番クリス・ブライアントも見逃し三振、3番アンソニー・リゾは三飛に打ち取り、初回表を三者凡退で終えた。その裏、インディアンスは二死から3番フランシスコ・リンドーアが中前打で出塁する。リンドーアは今季19盗塁と足があり、この出塁からレスターの制球が乱れたと捕手のデビッド・ロスはいう。リンドーアは、走者を釘付けにするのが不得意なレスターに対し大きめのリードをとり、4番マイク・ナポリの打席の2球目に盗塁を仕掛けて二塁を奪った。レスターはナポリと5番カルロス・サンタナを連続四球で歩かせ、二死満塁の危機を招く。6番ホセ・ラミレスは2球目、外角低めへの90.9mph（約146.3km/h）のシンカーを引っ掛けて、三塁前へゴロを放った。三塁手ブライアントがこれを捕球したがどこにも投げられず内野安打となり、三塁走者リンドーアがその間に生還してインディアンスが1点を先制した。インディアンスの1番ラージャイ・デービスは「あの打球が転がったとき、レスターはマウンドから一歩も動けてなかったもんな」と、この場面からレスターの動揺を見て取った。レスターは7番ブランドン・ガイヤーにも押し出し死球を与え、次打者の捕邪飛でイニングを終わらせたものの、初回から2点を献上した。

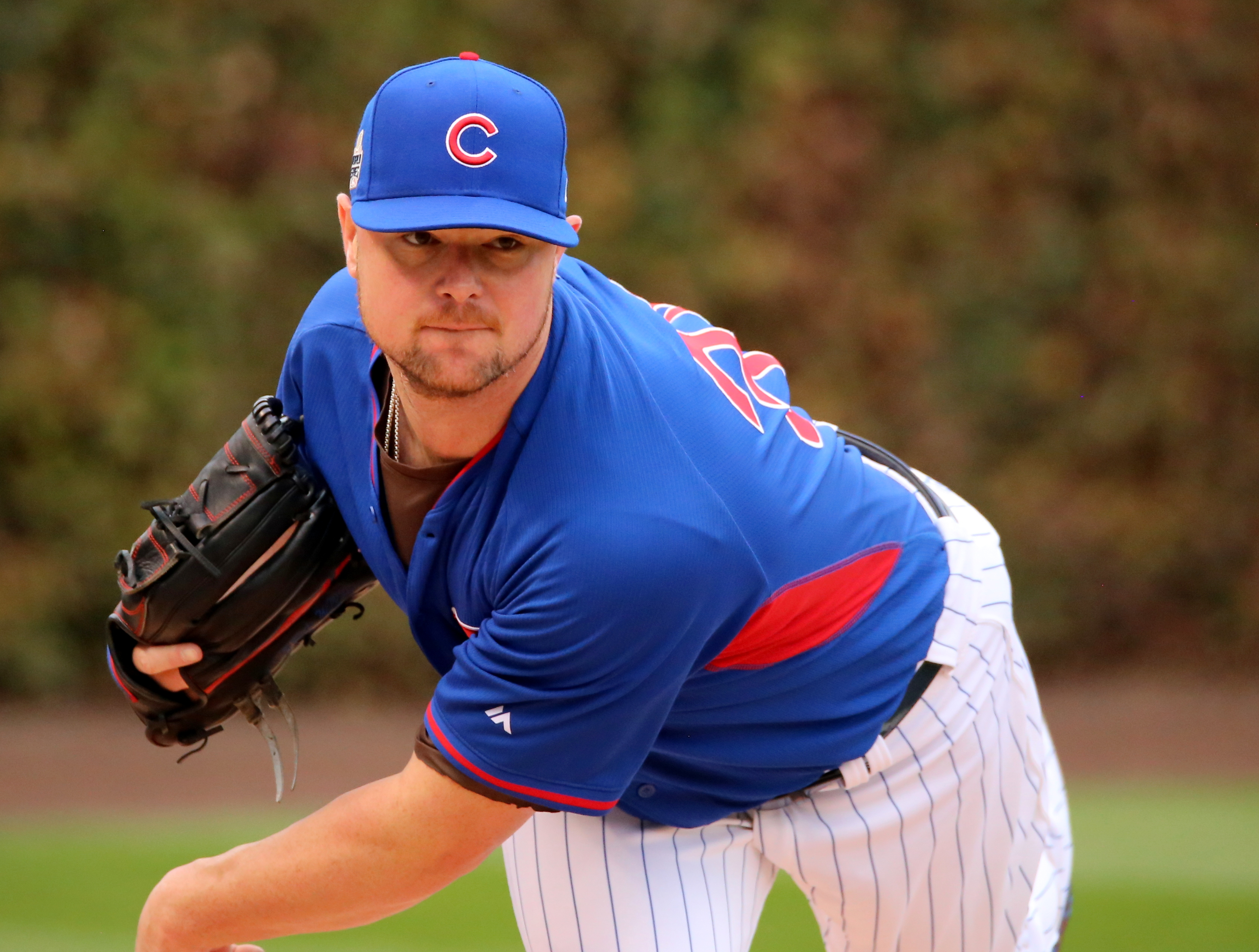
ジョン・レスターは過去のワールドシリーズでは通算21イニング1失点だったが、この試合では初回から2点を失った（写真は第3戦前に撮影）

2回表、カブスは先頭の4番ベン・ゾブリストが右中間を破る二塁打を放ち、得点圏に走者を置いて5番カイル・シュワーバーへ打順を回した。シュワーバーがメジャーレベルの打席に立つのは4月7日以来のことで、試合前のセレモニーでアメリカ合衆国国歌『星条旗』を聴いているときは泣きそうになったという。201日ぶりの打席はクルーバーに6球続けて内角を突かれ、最後は91.8mph（約147.7km/h）のシンカーで空振り三振に終わった。クルーバーは6番ハビアー・バエズと7番クリス・コグランもシンカーで見逃し三振に仕留め、カブスの反撃を阻止した。バエズは「初めて彼と対戦したけどあれはすごいわ」と感嘆した。クルーバーは3回表も、一死から9番ロスに左前打を許したものの、3つのアウトは全て三振で奪って相手打線を0点に封じた。試合開始から3イニングで8奪三振というのはワールドシリーズ新記録である。3回裏、インディアンスは先頭打者リンドーアの右前打で無死一塁とする。一死後、レスターがまだセットポジションで静止しているうちにリンドーアが飛び出し、数歩進んだところで慌てて一塁へ戻ったが、レスターはプレートから足を外しただけで送球しない。そして1球を挟んだあと、リンドーアは改めて盗塁を試みたが、ロスの送球により今度はアウトとなった。その次の球、レスターは5番サンタナの外角低めに82.9mph（約133.4km/h）のチェンジアップを投じる。だが球審のラリー・バノーバーがこれをボールと判定し、レスターは不満の大声をあげた。このイニングを0点で終えたあと、レスターはダグアウトへ戻る前にバノーバーの元へ行って言葉を交わした。レスターは試合後に「お互いプロらしく話し合って切り替えたよ」と振り返ったが、あのときの苛立ちは明らかだった。
The Qではタイムアウトで試合が中断するたび、場内四隅のスコアボードにシリーズ中継映像が流されていた。シリーズが4回に入る頃、The Qでは第3クォーターが終了し、キャバリアーズが82－64とリードを18点に広げていた。4回表、二死無走者の場面でシュワーバーが初球、90.8mph（約146.1km/h）のシンカーが甘く入ったのを逃さずに捉え、右中間フェンス直撃の二塁打とする。これによりシュワーバーは、レギュラーシーズンでは無安打だったのにワールドシリーズで安打を記録した、本職が投手ではない史上初の選手となった。しかし次打者バエズは初球を打ち上げて右飛に倒れ、カブスはここでも得点を阻まれた。逆にその裏、カブスは3点目を失い突き放される。レスターは9番・捕手のロベルト・ペレスに対し1ストライクからの2球目、92.2mph（約148.4km/h）のフォーシームを内角高めへ投じた。ペレスがこの球を弾き返すと、打球は高さ19ft（約5.8m）の左翼フェンスを越え、ソロ本塁打となってインディアンスに3点目をもたらした。ちょうどこのとき、The Qではタイムアウト中のためこの本塁打が場内に映し出されており、ジェームズや観客の拍手があがった。元々ペレスは守備面を高く買われて起用されており、打撃はそれほど期待されているわけではない。この日のペレスは打撃だけでなく、守備でもクルーバーに「相手の狙い球は全部お見通しって感じで、今日はほとんどずっと打者のバランスを崩していた。ヒットを打たれたのはこっちが失投したときだけで、彼の要求通りに投げられたときは本当にうまくいった」と配球を称賛された。5回表のカブスの攻撃をクルーバーが三者凡退に抑え、その直後にThe Qでは試合が終了、キャバリアーズがニックスを117－88で下した。

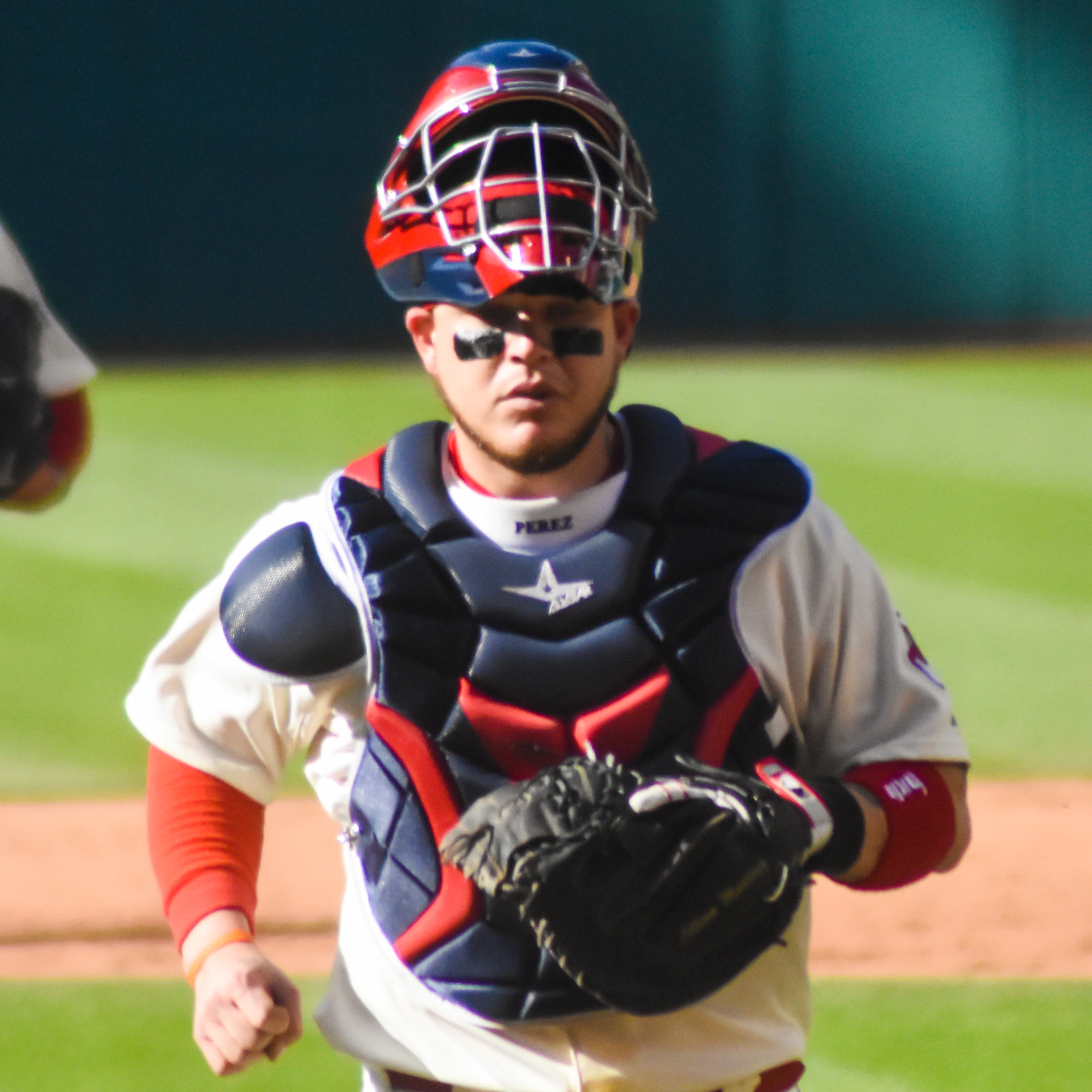
ロベルト・ペレスはメジャーのみならず、マイナーリーグ時代も含めて1試合2本塁打は一度も経験したことがなかった（写真は2015年5月23日撮影）

7回表、カブスの先頭打者ゾブリストが左前打で出塁する。ここでインディアンスはクルーバーからアンドリュー・ミラーへ継投した。クルーバーの球数は88球にとどまり、これなら中3日での第4戦先発も可能になる。カブスは5番シュワーバーの四球と6番バエズの左前打で、無死満塁の好機を作る。特にシュワーバーの四球は、今季のミラーが対左打者通算74打席で1与四球・被出塁率.189だったことを考えると貴重で、監督のジョー・マドンは「初対戦で四球とは素晴らしい」と褒め称えた。だがミラーは、代打ウィルソン・コントレラスを内角低め80.9mph（約130.2km/h）のスライダーで詰まらせ、浅い中飛で犠牲フライにもさせず。8番アディソン・ラッセルと9番ロスも内角へのスライダーで空振り三振に仕留め、ここを無失点で切り抜けた。ロスの打順でホルヘ・ソレアなどの代打を出さなかった理由について、マドンは「デビッド（ロス）のほうが打つか四球を選ぶ可能性が高いと思った」と釈明した。さらに8回表も、カブスはミラーを攻め立て二死一・三塁としたものの、シュワーバーが83.8mph（約134.9km/h）のスライダーで空振り三振となり、得点を挙げられない。The Qではジェームズが試合後の記者対応をしていたが、この場面ではそれまでの話をいったん止め「三振か？ いいね、"ミラー・タイム" だな」と喜んだ。その裏、インディアンスは二死一・二塁とすると、ペレスがヘクター・ロンドンからこの日2本目の本塁打を放ち6－0とした。9番打者の1試合2本塁打はシリーズ史上初、捕手の1試合2本塁打・4打点はヨギ・ベラ（1956年）とジョニー・ベンチ（1976年）の殿堂入り2選手に次ぐ史上3人目の達成だった。最後は9回表を抑えのコディ・アレンが締め、インディアンスが初戦を零封で制した。
プログレッシブ・フィールド左翼入場口とThe Q入場口の間は、249ft（約75.9m）しか離れていない。この日、両建物の間には大型モニター2機が設置され、入場できなかったファンも試合の様子を見守っていた。The QでのNBA開幕戦が午後10時18分に終わると、ファンは外へ出てモニターの前に集まったり、あるいは場内にとどまってコート上のスクリーンに映し出されたテレビ中継映像を観たりして、インディアンスの勝利を願った。午後11時47分にはシリーズ初戦も終わり、キャバリアーズに続いてインディアンスも勝つという、クリーブランドの街にとって最高の結果となった。ただ、キャバリアーズの2016-17シーズンも、そしてインディアンスのワールドシリーズも、まだ始まったに過ぎない。ペレスが試合後の記者会見場時に着ていたシャツには、映画『メジャーリーグ』のせりふを引用し "There's only one thing left to do"（「まだやらなきゃいけないことがある」）と書かれていた。劇中でそのせりふを発したのは、トム・ベレンジャー演じるジェイク・テイラーである。テイラーのポジションはペレスと同じ捕手だった。ペレスについて、ミラーは「このまま行けば彼は球界を代表する捕手になれるだろう。あの守りがあれば打つほうがさっぱりでも問題ない」と絶賛した。

### 第2戦 10月26日
- プログレッシブ・フィールド（オハイオ州クリーブランド）

|                                | 1 | 2 | 3 | 4 | 5 | 6 | 7 | 8 | 9 | R | H | E |
| ------------------------------ | - | - | - | - | - | - | - | - | - | - | - | - |
| シカゴ・カブス                 | 1 | 0 | 1 | 3 | 0 | 0 | 0 | 0 | 0 | 5 | 9 | 0 |
| クリーブランド・インディアンス | 0 | 0 | 0 | 0 | 0 | 1 | 0 | 0 | 0 | 1 | 4 | 2 |

1. 勝利：ジェイク・アリエータ（1勝）
2. 敗戦：トレバー・バウアー（1敗）
3. 審判
［球審］クリス・グッチオーネ
［塁審］一塁: ジョン・ハーシュベック、二塁: マービン・ハドソン、三塁: トニー・ランダッゾ
［外審］左翼: ジョー・ウェスト、右翼: ラリー・バノーバー
4. 試合開始時刻: 東部夏時間（UTC-4）午後7時8分  試合時間: 4時間4分  観客: 3万8172人  気温: 43°F（6.1°C）
詳細: MLB.com Gameday / ESPN.com / Baseball-Reference.com / FanGraphs

| シカゴ・カブス | シカゴ・カブス | シカゴ・カブス  | シカゴ・カブス | シカゴ・カブス | クリーブランド・インディアンス | クリーブランド・インディアンス | クリーブランド・インディアンス | クリーブランド・インディアンス | クリーブランド・インディアンス                                                                                   |
| -------------- | -------------- | --------------- | -------------- | --- | ------------------------------ | ------------------------------ | ------------------------------ | ------------------------------ | --- |
| 打順           | 守備           | 選手            | 打席           | J・アリエータW・コントレラスA・リゾJ・バエズK・ブライ · アントA・ラッセルB・ゾブリストD・ファウラーJ・ソレアK・シュワーバー | 打順                           | 守備                           | 選手                           | 打席                           | T・バウアーR・ペレスM・ナポリJ・キプニスJ・ラミレスF・リンドーアC・クリスプT・ネイキンL・チゼンホールC・サンタナ |
| 1              | 中             | D・ファウラー   | 両             | J・アリエータW・コントレラスA・リゾJ・バエズK・ブライ · アントA・ラッセルB・ゾブリストD・ファウラーJ・ソレアK・シュワーバー | 1                              | DH                             | C・サンタナ                    | 両                             | T・バウアーR・ペレスM・ナポリJ・キプニスJ・ラミレスF・リンドーアC・クリスプT・ネイキンL・チゼンホールC・サンタナ |
| 2              | 三             | K・ブライアント | 右             | J・アリエータW・コントレラスA・リゾJ・バエズK・ブライ · アントA・ラッセルB・ゾブリストD・ファウラーJ・ソレアK・シュワーバー | 2                              | 二                             | J・キプニス                    | 左                             | T・バウアーR・ペレスM・ナポリJ・キプニスJ・ラミレスF・リンドーアC・クリスプT・ネイキンL・チゼンホールC・サンタナ |
| 3              | 一             | A・リゾ         | 左             | J・アリエータW・コントレラスA・リゾJ・バエズK・ブライ · アントA・ラッセルB・ゾブリストD・ファウラーJ・ソレアK・シュワーバー | 3                              | 遊                             | F・リンドーア                  | 両                             | T・バウアーR・ペレスM・ナポリJ・キプニスJ・ラミレスF・リンドーアC・クリスプT・ネイキンL・チゼンホールC・サンタナ |
| 4              | 左             | B・ゾブリスト   | 両             | J・アリエータW・コントレラスA・リゾJ・バエズK・ブライ · アントA・ラッセルB・ゾブリストD・ファウラーJ・ソレアK・シュワーバー | 4                              | 一                             | M・ナポリ                      | 右                             | T・バウアーR・ペレスM・ナポリJ・キプニスJ・ラミレスF・リンドーアC・クリスプT・ネイキンL・チゼンホールC・サンタナ |
| 5              | DH             | K・シュワーバー | 左             | J・アリエータW・コントレラスA・リゾJ・バエズK・ブライ · アントA・ラッセルB・ゾブリストD・ファウラーJ・ソレアK・シュワーバー | 5                              | 三                             | J・ラミレス                    | 両                             | T・バウアーR・ペレスM・ナポリJ・キプニスJ・ラミレスF・リンドーアC・クリスプT・ネイキンL・チゼンホールC・サンタナ |
| 6              | 二             | J・バエズ       | 右             | J・アリエータW・コントレラスA・リゾJ・バエズK・ブライ · アントA・ラッセルB・ゾブリストD・ファウラーJ・ソレアK・シュワーバー | 6                              | 右                             | L・チゼンホール                | 左                             | T・バウアーR・ペレスM・ナポリJ・キプニスJ・ラミレスF・リンドーアC・クリスプT・ネイキンL・チゼンホールC・サンタナ |
| 7              | 捕             | W・コントレラス | 右             | J・アリエータW・コントレラスA・リゾJ・バエズK・ブライ · アントA・ラッセルB・ゾブリストD・ファウラーJ・ソレアK・シュワーバー | 7                              | 左                             | C・クリスプ                    | 両                             | T・バウアーR・ペレスM・ナポリJ・キプニスJ・ラミレスF・リンドーアC・クリスプT・ネイキンL・チゼンホールC・サンタナ |
| 8              | 右             | J・ソレア       | 右             | J・アリエータW・コントレラスA・リゾJ・バエズK・ブライ · アントA・ラッセルB・ゾブリストD・ファウラーJ・ソレアK・シュワーバー | 8                              | 中                             | T・ネイキン                    | 左                             | T・バウアーR・ペレスM・ナポリJ・キプニスJ・ラミレスF・リンドーアC・クリスプT・ネイキンL・チゼンホールC・サンタナ |
| 9              | 遊             | A・ラッセル     | 右             | J・アリエータW・コントレラスA・リゾJ・バエズK・ブライ · アントA・ラッセルB・ゾブリストD・ファウラーJ・ソレアK・シュワーバー | 9                              | 捕                             | R・ペレス                      | 右                             | T・バウアーR・ペレスM・ナポリJ・キプニスJ・ラミレスF・リンドーアC・クリスプT・ネイキンL・チゼンホールC・サンタナ |
| 先発投手       | 先発投手       | 先発投手        | 投球           | J・アリエータW・コントレラスA・リゾJ・バエズK・ブライ · アントA・ラッセルB・ゾブリストD・ファウラーJ・ソレアK・シュワーバー | 先発投手                       | 先発投手                       | 先発投手                       | 投球                           | T・バウアーR・ペレスM・ナポリJ・キプニスJ・ラミレスF・リンドーアC・クリスプT・ネイキンL・チゼンホールC・サンタナ |
| J・アリエータ  | J・アリエータ  | J・アリエータ   | 右             | J・アリエータW・コントレラスA・リゾJ・バエズK・ブライ · アントA・ラッセルB・ゾブリストD・ファウラーJ・ソレアK・シュワーバー | T・バウアー                    | T・バウアー                    | T・バウアー                    | 右                             | T・バウアーR・ペレスM・ナポリJ・キプニスJ・ラミレスF・リンドーアC・クリスプT・ネイキンL・チゼンホールC・サンタナ |

### 第3戦 10月28日
- リグレー・フィールド（イリノイ州シカゴ）

|                                | 1 | 2 | 3 | 4 | 5 | 6 | 7 | 8 | 9 | R | H | E |
| ------------------------------ | - | - | - | - | - | - | - | - | - | - | - | - |
| クリーブランド・インディアンス | 0 | 0 | 0 | 0 | 0 | 0 | 1 | 0 | 0 | 1 | 8 | 1 |
| シカゴ・カブス                 | 0 | 0 | 0 | 0 | 0 | 0 | 0 | 0 | 0 | 0 | 5 | 0 |

1. 勝利：アンドリュー・ミラー（1勝）
2. セーブ：コディ・アレン（1S）
3. 敗戦：カール・エドワーズ・ジュニア（1敗）
4. 審判
［球審］ジョン・ハーシュベック
［塁審］一塁: マービン・ハドソン、二塁: トニー・ランダッゾ、三塁: ジョー・ウェスト
［外審］左翼: サム・ホルブルック、右翼: クリス・グッチオーネ
5. 試合開始時刻: 中部夏時間（UTC-5）午後7時8分  試合時間: 3時間33分  観客: 4万1703人  気温: 62°F（16.7°C）
詳細: MLB.com Gameday / ESPN.com / Baseball-Reference.com / FanGraphs

| クリーブランド・インディアンス | クリーブランド・インディアンス | クリーブランド・インディアンス | クリーブランド・インディアンス | クリーブランド・インディアンス                                                                                | シカゴ・カブス    | シカゴ・カブス    | シカゴ・カブス    | シカゴ・カブス | シカゴ・カブス |
| ------------------------------ | ------------------------------ | ------------------------------ | ------------------------------ | --- | ----------------- | ----------------- | ----------------- | -------------- | --- |
| 打順                           | 守備                           | 選手                           | 打席                           | J・トムリンR・ペレスM・ナポリJ・キプニスJ・ラミレスF・リンドーアC・サンタナT・ネイキンL・チゼンホール（なし） | 打順              | 守備              | 選手              | 打席           | K・ヘンドリックスW・コントレラスA・リゾJ・バエズK・ブライ · アントA・ラッセルB・ゾブリストD・ファウラーJ・ソレア（なし） |
| 1                              | 左                             | C・サンタナ                    | 両                             | J・トムリンR・ペレスM・ナポリJ・キプニスJ・ラミレスF・リンドーアC・サンタナT・ネイキンL・チゼンホール（なし） | 1                 | 中                | D・ファウラー     | 両             | K・ヘンドリックスW・コントレラスA・リゾJ・バエズK・ブライ · アントA・ラッセルB・ゾブリストD・ファウラーJ・ソレア（なし） |
| 2                              | 二                             | J・キプニス                    | 左                             | J・トムリンR・ペレスM・ナポリJ・キプニスJ・ラミレスF・リンドーアC・サンタナT・ネイキンL・チゼンホール（なし） | 2                 | 三                | K・ブライアント   | 右             | K・ヘンドリックスW・コントレラスA・リゾJ・バエズK・ブライ · アントA・ラッセルB・ゾブリストD・ファウラーJ・ソレア（なし） |
| 3                              | 遊                             | F・リンドーア                  | 両                             | J・トムリンR・ペレスM・ナポリJ・キプニスJ・ラミレスF・リンドーアC・サンタナT・ネイキンL・チゼンホール（なし） | 3                 | 一                | A・リゾ           | 左             | K・ヘンドリックスW・コントレラスA・リゾJ・バエズK・ブライ · アントA・ラッセルB・ゾブリストD・ファウラーJ・ソレア（なし） |
| 4                              | 一                             | M・ナポリ                      | 右                             | J・トムリンR・ペレスM・ナポリJ・キプニスJ・ラミレスF・リンドーアC・サンタナT・ネイキンL・チゼンホール（なし） | 4                 | 左                | B・ゾブリスト     | 両             | K・ヘンドリックスW・コントレラスA・リゾJ・バエズK・ブライ · アントA・ラッセルB・ゾブリストD・ファウラーJ・ソレア（なし） |
| 5                              | 三                             | J・ラミレス                    | 両                             | J・トムリンR・ペレスM・ナポリJ・キプニスJ・ラミレスF・リンドーアC・サンタナT・ネイキンL・チゼンホール（なし） | 5                 | 捕                | W・コントレラス   | 右             | K・ヘンドリックスW・コントレラスA・リゾJ・バエズK・ブライ · アントA・ラッセルB・ゾブリストD・ファウラーJ・ソレア（なし） |
| 6                              | 右                             | L・チゼンホール                | 左                             | J・トムリンR・ペレスM・ナポリJ・キプニスJ・ラミレスF・リンドーアC・サンタナT・ネイキンL・チゼンホール（なし） | 6                 | 右                | J・ソレア         | 右             | K・ヘンドリックスW・コントレラスA・リゾJ・バエズK・ブライ · アントA・ラッセルB・ゾブリストD・ファウラーJ・ソレア（なし） |
| 7                              | 捕                             | R・ペレス                      | 右                             | J・トムリンR・ペレスM・ナポリJ・キプニスJ・ラミレスF・リンドーアC・サンタナT・ネイキンL・チゼンホール（なし） | 7                 | 二                | J・バエズ         | 右             | K・ヘンドリックスW・コントレラスA・リゾJ・バエズK・ブライ · アントA・ラッセルB・ゾブリストD・ファウラーJ・ソレア（なし） |
| 8                              | 中                             | T・ネイキン                    | 左                             | J・トムリンR・ペレスM・ナポリJ・キプニスJ・ラミレスF・リンドーアC・サンタナT・ネイキンL・チゼンホール（なし） | 8                 | 遊                | A・ラッセル       | 右             | K・ヘンドリックスW・コントレラスA・リゾJ・バエズK・ブライ · アントA・ラッセルB・ゾブリストD・ファウラーJ・ソレア（なし） |
| 9                              | 投                             | J・トムリン                    | 右                             | J・トムリンR・ペレスM・ナポリJ・キプニスJ・ラミレスF・リンドーアC・サンタナT・ネイキンL・チゼンホール（なし） | 9                 | 投                | K・ヘンドリックス | 右             | K・ヘンドリックスW・コントレラスA・リゾJ・バエズK・ブライ · アントA・ラッセルB・ゾブリストD・ファウラーJ・ソレア（なし） |
| 先発投手                       | 先発投手                       | 先発投手                       | 投球                           | J・トムリンR・ペレスM・ナポリJ・キプニスJ・ラミレスF・リンドーアC・サンタナT・ネイキンL・チゼンホール（なし） | 先発投手          | 先発投手          | 先発投手          | 投球           | K・ヘンドリックスW・コントレラスA・リゾJ・バエズK・ブライ · アントA・ラッセルB・ゾブリストD・ファウラーJ・ソレア（なし） |
| J・トムリン                    | J・トムリン                    | J・トムリン                    | 右                             | J・トムリンR・ペレスM・ナポリJ・キプニスJ・ラミレスF・リンドーアC・サンタナT・ネイキンL・チゼンホール（なし） | K・ヘンドリックス | K・ヘンドリックス | K・ヘンドリックス | 右             | K・ヘンドリックスW・コントレラスA・リゾJ・バエズK・ブライ · アントA・ラッセルB・ゾブリストD・ファウラーJ・ソレア（なし） |

### 第4戦 10月29日
- リグレー・フィールド（イリノイ州シカゴ）

|                                | 1 | 2 | 3 | 4 | 5 | 6 | 7 | 8 | 9 | R | H  | E |
| ------------------------------ | - | - | - | - | - | - | - | - | - | - | -- | - |
| クリーブランド・インディアンス | 0 | 2 | 1 | 0 | 0 | 1 | 3 | 0 | 0 | 7 | 10 | 0 |
| シカゴ・カブス                 | 1 | 0 | 0 | 0 | 0 | 0 | 0 | 1 | 0 | 2 | 7  | 2 |

1. 勝利：コーリー・クルーバー（2勝）
2. 敗戦：ジョン・ラッキー（1敗）
3. 本塁打
CLE：カルロス・サンタナ1号ソロ、ジェイソン・キプニス1号3ラン
CHC：デクスター・ファウラー1号ソロ
4. 審判
［球審］マービン・ハドソン
［塁審］一塁: トニー・ランダッゾ、二塁: ジョー・ウェスト、三塁: サム・ホルブルック
［外審］左翼: クリス・グッチオーネ、右翼: ジョン・ハーシュベック
5. 試合開始時刻: 中部夏時間（UTC-5）午後7時9分  試合時間: 3時間16分  観客: 4万1706人  気温: 59°F（15°C）
詳細: MLB.com Gameday / ESPN.com / Baseball-Reference.com / FanGraphs

| クリーブランド・インディアンス | クリーブランド・インディアンス | クリーブランド・インディアンス | クリーブランド・インディアンス | クリーブランド・インディアンス                                                                                    | シカゴ・カブス | シカゴ・カブス | シカゴ・カブス  | シカゴ・カブス | シカゴ・カブス |
| ------------------------------ | ------------------------------ | ------------------------------ | ------------------------------ | --- | -------------- | -------------- | --------------- | -------------- | --- |
| 打順                           | 守備                           | 選手                           | 打席                           | C・クルーバーR・ペレスC・サンタナJ・キプニスJ・ラミレスF・リンドーアR・デービスT・ネイキンL・チゼンホール（なし） | 打順           | 守備           | 選手            | 打席           | J・ラッキーW・コントレラスA・リゾJ・バエズK・ブライ · アントA・ラッセルB・ゾブリストD・ファウラーJ・ヘイワード（なし） |
| 1                              | 左                             | R・デービス                    | 右                             | C・クルーバーR・ペレスC・サンタナJ・キプニスJ・ラミレスF・リンドーアR・デービスT・ネイキンL・チゼンホール（なし） | 1              | 中             | D・ファウラー   | 両             | J・ラッキーW・コントレラスA・リゾJ・バエズK・ブライ · アントA・ラッセルB・ゾブリストD・ファウラーJ・ヘイワード（なし） |
| 2                              | 二                             | J・キプニス                    | 左                             | C・クルーバーR・ペレスC・サンタナJ・キプニスJ・ラミレスF・リンドーアR・デービスT・ネイキンL・チゼンホール（なし） | 2              | 三             | K・ブライアント | 右             | J・ラッキーW・コントレラスA・リゾJ・バエズK・ブライ · アントA・ラッセルB・ゾブリストD・ファウラーJ・ヘイワード（なし） |
| 3                              | 遊                             | F・リンドーア                  | 両                             | C・クルーバーR・ペレスC・サンタナJ・キプニスJ・ラミレスF・リンドーアR・デービスT・ネイキンL・チゼンホール（なし） | 3              | 一             | A・リゾ         | 左             | J・ラッキーW・コントレラスA・リゾJ・バエズK・ブライ · アントA・ラッセルB・ゾブリストD・ファウラーJ・ヘイワード（なし） |
| 4                              | 一                             | C・サンタナ                    | 両                             | C・クルーバーR・ペレスC・サンタナJ・キプニスJ・ラミレスF・リンドーアR・デービスT・ネイキンL・チゼンホール（なし） | 4              | 左             | B・ゾブリスト   | 両             | J・ラッキーW・コントレラスA・リゾJ・バエズK・ブライ · アントA・ラッセルB・ゾブリストD・ファウラーJ・ヘイワード（なし） |
| 5                              | 三                             | J・ラミレス                    | 両                             | C・クルーバーR・ペレスC・サンタナJ・キプニスJ・ラミレスF・リンドーアR・デービスT・ネイキンL・チゼンホール（なし） | 5              | 捕             | W・コントレラス | 右             | J・ラッキーW・コントレラスA・リゾJ・バエズK・ブライ · アントA・ラッセルB・ゾブリストD・ファウラーJ・ヘイワード（なし） |
| 6                              | 右                             | L・チゼンホール                | 左                             | C・クルーバーR・ペレスC・サンタナJ・キプニスJ・ラミレスF・リンドーアR・デービスT・ネイキンL・チゼンホール（なし） | 6              | 遊             | A・ラッセル     | 右             | J・ラッキーW・コントレラスA・リゾJ・バエズK・ブライ · アントA・ラッセルB・ゾブリストD・ファウラーJ・ヘイワード（なし） |
| 7                              | 捕                             | R・ペレス                      | 右                             | C・クルーバーR・ペレスC・サンタナJ・キプニスJ・ラミレスF・リンドーアR・デービスT・ネイキンL・チゼンホール（なし） | 7              | 右             | J・ヘイワード   | 左             | J・ラッキーW・コントレラスA・リゾJ・バエズK・ブライ · アントA・ラッセルB・ゾブリストD・ファウラーJ・ヘイワード（なし） |
| 8                              | 中                             | T・ネイキン                    | 左                             | C・クルーバーR・ペレスC・サンタナJ・キプニスJ・ラミレスF・リンドーアR・デービスT・ネイキンL・チゼンホール（なし） | 8              | 二             | J・バエズ       | 右             | J・ラッキーW・コントレラスA・リゾJ・バエズK・ブライ · アントA・ラッセルB・ゾブリストD・ファウラーJ・ヘイワード（なし） |
| 9                              | 投                             | C・クルーバー                  | 右                             | C・クルーバーR・ペレスC・サンタナJ・キプニスJ・ラミレスF・リンドーアR・デービスT・ネイキンL・チゼンホール（なし） | 9              | 投             | J・ラッキー     | 右             | J・ラッキーW・コントレラスA・リゾJ・バエズK・ブライ · アントA・ラッセルB・ゾブリストD・ファウラーJ・ヘイワード（なし） |
| 先発投手                       | 先発投手                       | 先発投手                       | 投球                           | C・クルーバーR・ペレスC・サンタナJ・キプニスJ・ラミレスF・リンドーアR・デービスT・ネイキンL・チゼンホール（なし） | 先発投手       | 先発投手       | 先発投手        | 投球           | J・ラッキーW・コントレラスA・リゾJ・バエズK・ブライ · アントA・ラッセルB・ゾブリストD・ファウラーJ・ヘイワード（なし） |
| C・クルーバー                  | C・クルーバー                  | C・クルーバー                  | 右                             | C・クルーバーR・ペレスC・サンタナJ・キプニスJ・ラミレスF・リンドーアR・デービスT・ネイキンL・チゼンホール（なし） | J・ラッキー    | J・ラッキー    | J・ラッキー     | 右             | J・ラッキーW・コントレラスA・リゾJ・バエズK・ブライ · アントA・ラッセルB・ゾブリストD・ファウラーJ・ヘイワード（なし） |

### 第5戦 10月30日
- リグレー・フィールド（イリノイ州シカゴ）

|                                | 1 | 2 | 3 | 4 | 5 | 6 | 7 | 8 | 9 | R | H | E |
| ------------------------------ | - | - | - | - | - | - | - | - | - | - | - | - |
| クリーブランド・インディアンス | 0 | 1 | 0 | 0 | 0 | 1 | 0 | 0 | 0 | 2 | 6 | 1 |
| シカゴ・カブス                 | 0 | 0 | 0 | 3 | 0 | 0 | 0 | 0 | X | 3 | 7 | 0 |

1. 勝利：ジョン・レスター（1勝1敗）
2. セーブ：アロルディス・チャップマン（1S）
3. 敗戦：トレバー・バウアー（2敗）
4. 本塁打
CLE：ホセ・ラミレス1号ソロ
CHC：クリス・ブライアント1号ソロ
5. 審判
［球審］トニー・ランダッゾ
［塁審］一塁: ジョー・ウェスト、二塁: サム・ホルブルック、三塁: クリス・グッチオーネ
［外審］左翼: ジョン・ハーシュベック、右翼: マービン・ハドソン
6. 試合開始時刻: 中部夏時間（UTC-5）午後7時17分  試合時間: 3時間27分  観客: 4万1711人  気温: 50°F（10°C）
詳細: MLB.com Gameday / ESPN.com / Baseball-Reference.com / FanGraphs

| クリーブランド・インディアンス | クリーブランド・インディアンス | クリーブランド・インディアンス | クリーブランド・インディアンス | クリーブランド・インディアンス                                                                            | シカゴ・カブス | シカゴ・カブス | シカゴ・カブス  | シカゴ・カブス | シカゴ・カブス                                                                                                 |
| ------------------------------ | ------------------------------ | ------------------------------ | ------------------------------ | --- | -------------- | -------------- | --------------- | -------------- | --- |
| 打順                           | 守備                           | 選手                           | 打席                           | T・バウアーR・ペレスM・ナポリJ・キプニスJ・ラミレスF・リンドーアC・サンタナR・デービスB・ガイヤー（なし） | 打順           | 守備           | 選手            | 打席           | J・レスターD・ロスA・リゾJ・バエズK・ブライ · アントA・ラッセルB・ゾブリストD・ファウラーJ・ヘイワード（なし） |
| 1                              | 中                             | R・デービス                    | 右                             | T・バウアーR・ペレスM・ナポリJ・キプニスJ・ラミレスF・リンドーアC・サンタナR・デービスB・ガイヤー（なし） | 1              | 中             | D・ファウラー   | 両             | J・レスターD・ロスA・リゾJ・バエズK・ブライ · アントA・ラッセルB・ゾブリストD・ファウラーJ・ヘイワード（なし） |
| 2                              | 二                             | J・キプニス                    | 左                             | T・バウアーR・ペレスM・ナポリJ・キプニスJ・ラミレスF・リンドーアC・サンタナR・デービスB・ガイヤー（なし） | 2              | 三             | K・ブライアント | 右             | J・レスターD・ロスA・リゾJ・バエズK・ブライ · アントA・ラッセルB・ゾブリストD・ファウラーJ・ヘイワード（なし） |
| 3                              | 遊                             | F・リンドーア                  | 両                             | T・バウアーR・ペレスM・ナポリJ・キプニスJ・ラミレスF・リンドーアC・サンタナR・デービスB・ガイヤー（なし） | 3              | 一             | A・リゾ         | 左             | J・レスターD・ロスA・リゾJ・バエズK・ブライ · アントA・ラッセルB・ゾブリストD・ファウラーJ・ヘイワード（なし） |
| 4                              | 一                             | M・ナポリ                      | 右                             | T・バウアーR・ペレスM・ナポリJ・キプニスJ・ラミレスF・リンドーアC・サンタナR・デービスB・ガイヤー（なし） | 4              | 左             | B・ゾブリスト   | 両             | J・レスターD・ロスA・リゾJ・バエズK・ブライ · アントA・ラッセルB・ゾブリストD・ファウラーJ・ヘイワード（なし） |
| 5                              | 左                             | C・サンタナ                    | 両                             | T・バウアーR・ペレスM・ナポリJ・キプニスJ・ラミレスF・リンドーアC・サンタナR・デービスB・ガイヤー（なし） | 5              | 遊             | A・ラッセル     | 右             | J・レスターD・ロスA・リゾJ・バエズK・ブライ · アントA・ラッセルB・ゾブリストD・ファウラーJ・ヘイワード（なし） |
| 6                              | 三                             | J・ラミレス                    | 両                             | T・バウアーR・ペレスM・ナポリJ・キプニスJ・ラミレスF・リンドーアC・サンタナR・デービスB・ガイヤー（なし） | 6              | 右             | J・ヘイワード   | 左             | J・レスターD・ロスA・リゾJ・バエズK・ブライ · アントA・ラッセルB・ゾブリストD・ファウラーJ・ヘイワード（なし） |
| 7                              | 右                             | B・ガイヤー                    | 右                             | T・バウアーR・ペレスM・ナポリJ・キプニスJ・ラミレスF・リンドーアC・サンタナR・デービスB・ガイヤー（なし） | 7              | 二             | J・バエズ       | 右             | J・レスターD・ロスA・リゾJ・バエズK・ブライ · アントA・ラッセルB・ゾブリストD・ファウラーJ・ヘイワード（なし） |
| 8                              | 捕                             | R・ペレス                      | 右                             | T・バウアーR・ペレスM・ナポリJ・キプニスJ・ラミレスF・リンドーアC・サンタナR・デービスB・ガイヤー（なし） | 8              | 捕             | D・ロス         | 右             | J・レスターD・ロスA・リゾJ・バエズK・ブライ · アントA・ラッセルB・ゾブリストD・ファウラーJ・ヘイワード（なし） |
| 9                              | 投                             | T・バウアー                    | 右                             | T・バウアーR・ペレスM・ナポリJ・キプニスJ・ラミレスF・リンドーアC・サンタナR・デービスB・ガイヤー（なし） | 9              | 投             | J・レスター     | 左             | J・レスターD・ロスA・リゾJ・バエズK・ブライ · アントA・ラッセルB・ゾブリストD・ファウラーJ・ヘイワード（なし） |
| 先発投手                       | 先発投手                       | 先発投手                       | 投球                           | T・バウアーR・ペレスM・ナポリJ・キプニスJ・ラミレスF・リンドーアC・サンタナR・デービスB・ガイヤー（なし） | 先発投手       | 先発投手       | 先発投手        | 投球           | J・レスターD・ロスA・リゾJ・バエズK・ブライ · アントA・ラッセルB・ゾブリストD・ファウラーJ・ヘイワード（なし） |
| T・バウアー                    | T・バウアー                    | T・バウアー                    | 右                             | T・バウアーR・ペレスM・ナポリJ・キプニスJ・ラミレスF・リンドーアC・サンタナR・デービスB・ガイヤー（なし） | J・レスター    | J・レスター    | J・レスター     | 左             | J・レスターD・ロスA・リゾJ・バエズK・ブライ · アントA・ラッセルB・ゾブリストD・ファウラーJ・ヘイワード（なし） |

### 第6戦 11月1日
- プログレッシブ・フィールド（オハイオ州クリーブランド）

|                                | 1 | 2 | 3 | 4 | 5 | 6 | 7 | 8 | 9 | R | H  | E |
| ------------------------------ | - | - | - | - | - | - | - | - | - | - | -- | - |
| シカゴ・カブス                 | 3 | 0 | 4 | 0 | 0 | 0 | 0 | 0 | 2 | 9 | 13 | 0 |
| クリーブランド・インディアンス | 0 | 0 | 0 | 1 | 1 | 0 | 0 | 0 | 1 | 3 | 6  | 1 |

1. 勝利：ジェイク・アリエータ（2勝）
2. 敗戦：ジョシュ・トムリン（1敗）
3. 本塁打
CHC：クリス・ブライアント2号ソロ、アディソン・ラッセル1号満塁、アンソニー・リゾ1号2ラン
CLE：ジェイソン・キプニス2号ソロ
4. 審判
［球審］ジョー・ウェスト
［塁審］一塁: サム・ホルブルック、二塁: クリス・グッチオーネ、三塁: ジョン・ハーシュベック
［外審］左翼: マービン・ハドソン、右翼: トニー・ランダッゾ
5. 試合開始時刻: 東部夏時間（UTC-4）午後8時10分  試合時間: 3時間29分  観客: 3万8116人  気温: 71°F（21.7°C）
詳細: MLB.com Gameday / ESPN.com / Baseball-Reference.com / FanGraphs

| シカゴ・カブス | シカゴ・カブス | シカゴ・カブス  | シカゴ・カブス | シカゴ・カブス | クリーブランド・インディアンス | クリーブランド・インディアンス | クリーブランド・インディアンス | クリーブランド・インディアンス | クリーブランド・インディアンス                                                                                   |
| -------------- | -------------- | --------------- | -------------- | --- | ------------------------------ | ------------------------------ | ------------------------------ | ------------------------------ | --- |
| 打順           | 守備           | 選手            | 打席           | J・アリエータW・コントレラスA・リゾJ・バエズK・ブライ · アントA・ラッセルB・ゾブリストD・ファウラーJ・ヘイワードK・シュワーバー | 打順                           | 守備                           | 選手                           | 打席                           | J・トムリンR・ペレスM・ナポリJ・キプニスJ・ラミレスF・リンドーアC・クリスプT・ネイキンL・チゼンホールC・サンタナ |
| 1              | 中             | D・ファウラー   | 両             | J・アリエータW・コントレラスA・リゾJ・バエズK・ブライ · アントA・ラッセルB・ゾブリストD・ファウラーJ・ヘイワードK・シュワーバー | 1                              | DH                             | C・サンタナ                    | 両                             | J・トムリンR・ペレスM・ナポリJ・キプニスJ・ラミレスF・リンドーアC・クリスプT・ネイキンL・チゼンホールC・サンタナ |
| 2              | DH             | K・シュワーバー | 左             | J・アリエータW・コントレラスA・リゾJ・バエズK・ブライ · アントA・ラッセルB・ゾブリストD・ファウラーJ・ヘイワードK・シュワーバー | 2                              | 二                             | J・キプニス                    | 左                             | J・トムリンR・ペレスM・ナポリJ・キプニスJ・ラミレスF・リンドーアC・クリスプT・ネイキンL・チゼンホールC・サンタナ |
| 3              | 三             | K・ブライアント | 右             | J・アリエータW・コントレラスA・リゾJ・バエズK・ブライ · アントA・ラッセルB・ゾブリストD・ファウラーJ・ヘイワードK・シュワーバー | 3                              | 遊                             | F・リンドーア                  | 両                             | J・トムリンR・ペレスM・ナポリJ・キプニスJ・ラミレスF・リンドーアC・クリスプT・ネイキンL・チゼンホールC・サンタナ |
| 4              | 一             | A・リゾ         | 左             | J・アリエータW・コントレラスA・リゾJ・バエズK・ブライ · アントA・ラッセルB・ゾブリストD・ファウラーJ・ヘイワードK・シュワーバー | 4                              | 一                             | M・ナポリ                      | 右                             | J・トムリンR・ペレスM・ナポリJ・キプニスJ・ラミレスF・リンドーアC・クリスプT・ネイキンL・チゼンホールC・サンタナ |
| 5              | 左             | B・ゾブリスト   | 両             | J・アリエータW・コントレラスA・リゾJ・バエズK・ブライ · アントA・ラッセルB・ゾブリストD・ファウラーJ・ヘイワードK・シュワーバー | 5                              | 三                             | J・ラミレス                    | 両                             | J・トムリンR・ペレスM・ナポリJ・キプニスJ・ラミレスF・リンドーアC・クリスプT・ネイキンL・チゼンホールC・サンタナ |
| 6              | 遊             | A・ラッセル     | 右             | J・アリエータW・コントレラスA・リゾJ・バエズK・ブライ · アントA・ラッセルB・ゾブリストD・ファウラーJ・ヘイワードK・シュワーバー | 6                              | 右                             | L・チゼンホール                | 左                             | J・トムリンR・ペレスM・ナポリJ・キプニスJ・ラミレスF・リンドーアC・クリスプT・ネイキンL・チゼンホールC・サンタナ |
| 7              | 捕             | W・コントレラス | 右             | J・アリエータW・コントレラスA・リゾJ・バエズK・ブライ · アントA・ラッセルB・ゾブリストD・ファウラーJ・ヘイワードK・シュワーバー | 7                              | 左                             | C・クリスプ                    | 両                             | J・トムリンR・ペレスM・ナポリJ・キプニスJ・ラミレスF・リンドーアC・クリスプT・ネイキンL・チゼンホールC・サンタナ |
| 8              | 右             | J・ヘイワード   | 左             | J・アリエータW・コントレラスA・リゾJ・バエズK・ブライ · アントA・ラッセルB・ゾブリストD・ファウラーJ・ヘイワードK・シュワーバー | 8                              | 中                             | T・ネイキン                    | 左                             | J・トムリンR・ペレスM・ナポリJ・キプニスJ・ラミレスF・リンドーアC・クリスプT・ネイキンL・チゼンホールC・サンタナ |
| 9              | 二             | J・バエズ       | 右             | J・アリエータW・コントレラスA・リゾJ・バエズK・ブライ · アントA・ラッセルB・ゾブリストD・ファウラーJ・ヘイワードK・シュワーバー | 9                              | 捕                             | R・ペレス                      | 右                             | J・トムリンR・ペレスM・ナポリJ・キプニスJ・ラミレスF・リンドーアC・クリスプT・ネイキンL・チゼンホールC・サンタナ |
| 先発投手       | 先発投手       | 先発投手        | 投球           | J・アリエータW・コントレラスA・リゾJ・バエズK・ブライ · アントA・ラッセルB・ゾブリストD・ファウラーJ・ヘイワードK・シュワーバー | 先発投手                       | 先発投手                       | 先発投手                       | 投球                           | J・トムリンR・ペレスM・ナポリJ・キプニスJ・ラミレスF・リンドーアC・クリスプT・ネイキンL・チゼンホールC・サンタナ |
| J・アリエータ  | J・アリエータ  | J・アリエータ   | 右             | J・アリエータW・コントレラスA・リゾJ・バエズK・ブライ · アントA・ラッセルB・ゾブリストD・ファウラーJ・ヘイワードK・シュワーバー | J・トムリン                    | J・トムリン                    | J・トムリン                    | 右                             | J・トムリンR・ペレスM・ナポリJ・キプニスJ・ラミレスF・リンドーアC・クリスプT・ネイキンL・チゼンホールC・サンタナ |

### 第7戦 11月2日
- プログレッシブ・フィールド（オハイオ州クリーブランド）

|                                | 1 | 2 | 3 | 4 | 5 | 6 | 7 | 8 | 9 | 10 | R | H  | E |
| ------------------------------ | - | - | - | - | - | - | - | - | - | -- | - | -- | - |
| シカゴ・カブス                 | 1 | 0 | 0 | 2 | 2 | 1 | 0 | 0 | 0 | 2  | 8 | 13 | 3 |
| クリーブランド・インディアンス | 0 | 0 | 1 | 0 | 2 | 0 | 0 | 3 | 0 | 1  | 7 | 11 | 1 |

1. 勝利：アロルディス・チャップマン（1勝1S）
2. セーブ：マイク・モンゴメリー（1S）
3. 敗戦：ブライアン・ショウ（1敗）
4. 本塁打
CHC：デクスター・ファウラー2号ソロ、ハビアー・バエズ1号ソロ、デビッド・ロス1号ソロ
CLE：ラージャイ・デービス1号2ラン
5. 審判
［球審］サム・ホルブルック
［塁審］一塁: クリス・グッチオーネ、二塁: ジョン・ハーシュベック、三塁: マービン・ハドソン
［外審］左翼: トニー・ランダッゾ、右翼: ジョー・ウェスト
6. 試合開始時刻: 東部夏時間（UTC-4）午後8時2分  試合時間: 4時間28分  観客: 3万8104人  気温: 69°F（20.6°C）
詳細: MLB.com Gameday / ESPN.com / Baseball-Reference.com / FanGraphs

| シカゴ・カブス    | シカゴ・カブス    | シカゴ・カブス    | シカゴ・カブス | シカゴ・カブス | クリーブランド・インディアンス | クリーブランド・インディアンス | クリーブランド・インディアンス | クリーブランド・インディアンス | クリーブランド・インディアンス                                                                                     |
| ----------------- | ----------------- | ----------------- | -------------- | --- | ------------------------------ | ------------------------------ | ------------------------------ | ------------------------------ | --- |
| 打順              | 守備              | 選手              | 打席           | K・ヘンドリックスW・コントレラスA・リゾJ・バエズK・ブライ · アントA・ラッセルB・ゾブリストD・ファウラーJ・ヘイワードK・シュワーバー | 打順                           | 守備                           | 選手                           | 打席                           | C・クルーバーR・ペレスM・ナポリJ・キプニスJ・ラミレスF・リンドーアC・クリスプR・デービスL・チゼンホールC・サンタナ |
| 1                 | 中                | D・ファウラー     | 両             | K・ヘンドリックスW・コントレラスA・リゾJ・バエズK・ブライ · アントA・ラッセルB・ゾブリストD・ファウラーJ・ヘイワードK・シュワーバー | 1                              | DH                             | C・サンタナ                    | 両                             | C・クルーバーR・ペレスM・ナポリJ・キプニスJ・ラミレスF・リンドーアC・クリスプR・デービスL・チゼンホールC・サンタナ |
| 2                 | DH                | K・シュワーバー   | 左             | K・ヘンドリックスW・コントレラスA・リゾJ・バエズK・ブライ · アントA・ラッセルB・ゾブリストD・ファウラーJ・ヘイワードK・シュワーバー | 2                              | 二                             | J・キプニス                    | 左                             | C・クルーバーR・ペレスM・ナポリJ・キプニスJ・ラミレスF・リンドーアC・クリスプR・デービスL・チゼンホールC・サンタナ |
| 3                 | 三                | K・ブライアント   | 右             | K・ヘンドリックスW・コントレラスA・リゾJ・バエズK・ブライ · アントA・ラッセルB・ゾブリストD・ファウラーJ・ヘイワードK・シュワーバー | 3                              | 遊                             | F・リンドーア                  | 両                             | C・クルーバーR・ペレスM・ナポリJ・キプニスJ・ラミレスF・リンドーアC・クリスプR・デービスL・チゼンホールC・サンタナ |
| 4                 | 一                | A・リゾ           | 左             | K・ヘンドリックスW・コントレラスA・リゾJ・バエズK・ブライ · アントA・ラッセルB・ゾブリストD・ファウラーJ・ヘイワードK・シュワーバー | 4                              | 一                             | M・ナポリ                      | 右                             | C・クルーバーR・ペレスM・ナポリJ・キプニスJ・ラミレスF・リンドーアC・クリスプR・デービスL・チゼンホールC・サンタナ |
| 5                 | 左                | B・ゾブリスト     | 両             | K・ヘンドリックスW・コントレラスA・リゾJ・バエズK・ブライ · アントA・ラッセルB・ゾブリストD・ファウラーJ・ヘイワードK・シュワーバー | 5                              | 三                             | J・ラミレス                    | 両                             | C・クルーバーR・ペレスM・ナポリJ・キプニスJ・ラミレスF・リンドーアC・クリスプR・デービスL・チゼンホールC・サンタナ |
| 6                 | 遊                | A・ラッセル       | 右             | K・ヘンドリックスW・コントレラスA・リゾJ・バエズK・ブライ · アントA・ラッセルB・ゾブリストD・ファウラーJ・ヘイワードK・シュワーバー | 6                              | 右                             | L・チゼンホール                | 左                             | C・クルーバーR・ペレスM・ナポリJ・キプニスJ・ラミレスF・リンドーアC・クリスプR・デービスL・チゼンホールC・サンタナ |
| 7                 | 捕                | W・コントレラス   | 右             | K・ヘンドリックスW・コントレラスA・リゾJ・バエズK・ブライ · アントA・ラッセルB・ゾブリストD・ファウラーJ・ヘイワードK・シュワーバー | 7                              | 中                             | R・デービス                    | 右                             | C・クルーバーR・ペレスM・ナポリJ・キプニスJ・ラミレスF・リンドーアC・クリスプR・デービスL・チゼンホールC・サンタナ |
| 8                 | 右                | J・ヘイワード     | 左             | K・ヘンドリックスW・コントレラスA・リゾJ・バエズK・ブライ · アントA・ラッセルB・ゾブリストD・ファウラーJ・ヘイワードK・シュワーバー | 8                              | 左                             | C・クリスプ                    | 両                             | C・クルーバーR・ペレスM・ナポリJ・キプニスJ・ラミレスF・リンドーアC・クリスプR・デービスL・チゼンホールC・サンタナ |
| 9                 | 二                | J・バエズ         | 右             | K・ヘンドリックスW・コントレラスA・リゾJ・バエズK・ブライ · アントA・ラッセルB・ゾブリストD・ファウラーJ・ヘイワードK・シュワーバー | 9                              | 捕                             | R・ペレス                      | 右                             | C・クルーバーR・ペレスM・ナポリJ・キプニスJ・ラミレスF・リンドーアC・クリスプR・デービスL・チゼンホールC・サンタナ |
| 先発投手          | 先発投手          | 先発投手          | 投球           | K・ヘンドリックスW・コントレラスA・リゾJ・バエズK・ブライ · アントA・ラッセルB・ゾブリストD・ファウラーJ・ヘイワードK・シュワーバー | 先発投手                       | 先発投手                       | 先発投手                       | 投球                           | C・クルーバーR・ペレスM・ナポリJ・キプニスJ・ラミレスF・リンドーアC・クリスプR・デービスL・チゼンホールC・サンタナ |
| K・ヘンドリックス | K・ヘンドリックス | K・ヘンドリックス | 右             | K・ヘンドリックスW・コントレラスA・リゾJ・バエズK・ブライ · アントA・ラッセルB・ゾブリストD・ファウラーJ・ヘイワードK・シュワーバー | C・クルーバー                  | C・クルーバー                  | C・クルーバー                  | 右                             | C・クルーバーR・ペレスM・ナポリJ・キプニスJ・ラミレスF・リンドーアC・クリスプR・デービスL・チゼンホールC・サンタナ |

## シリーズ終了後

### 優勝記念パレード

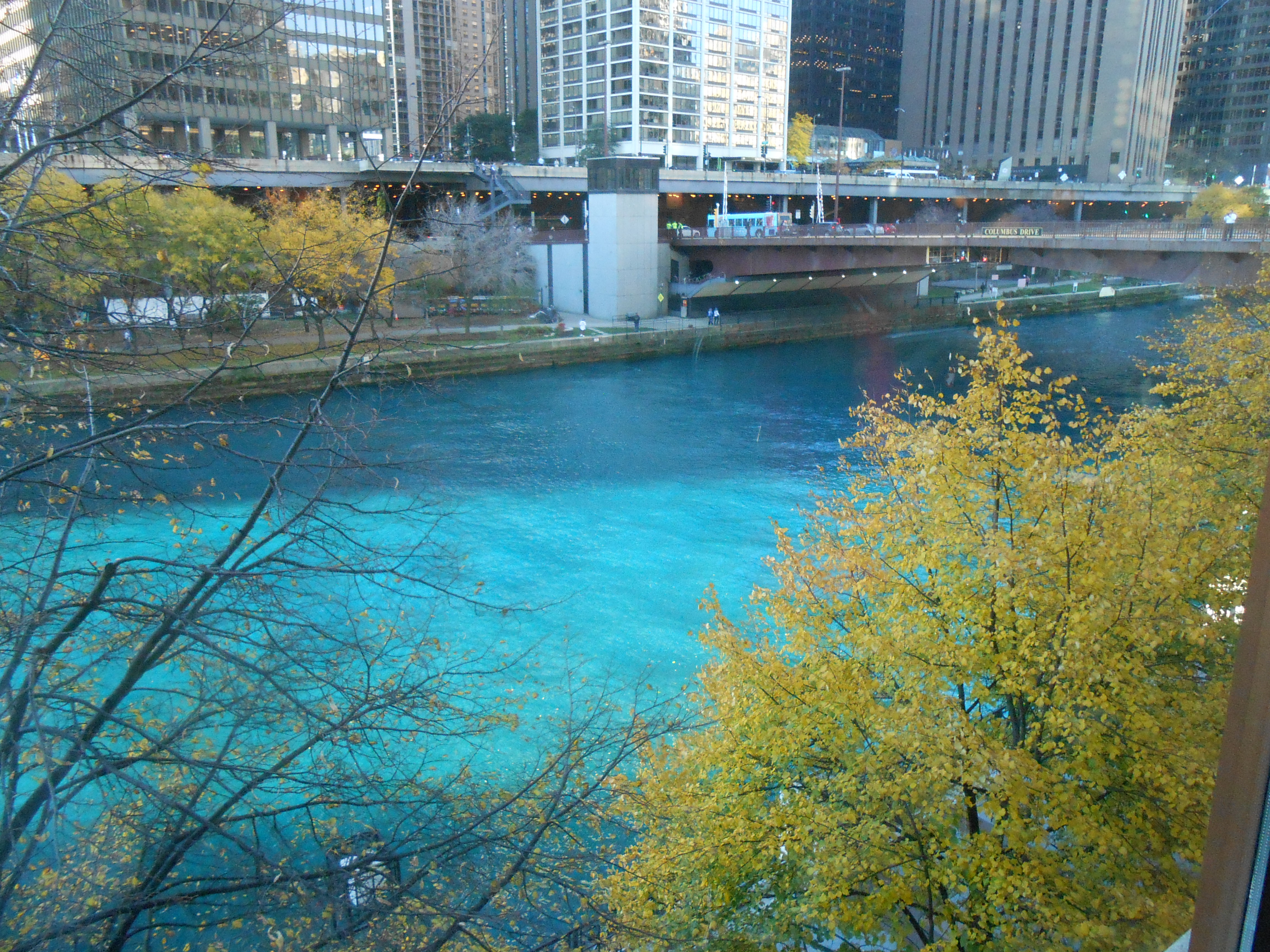
青く染まったシカゴ川

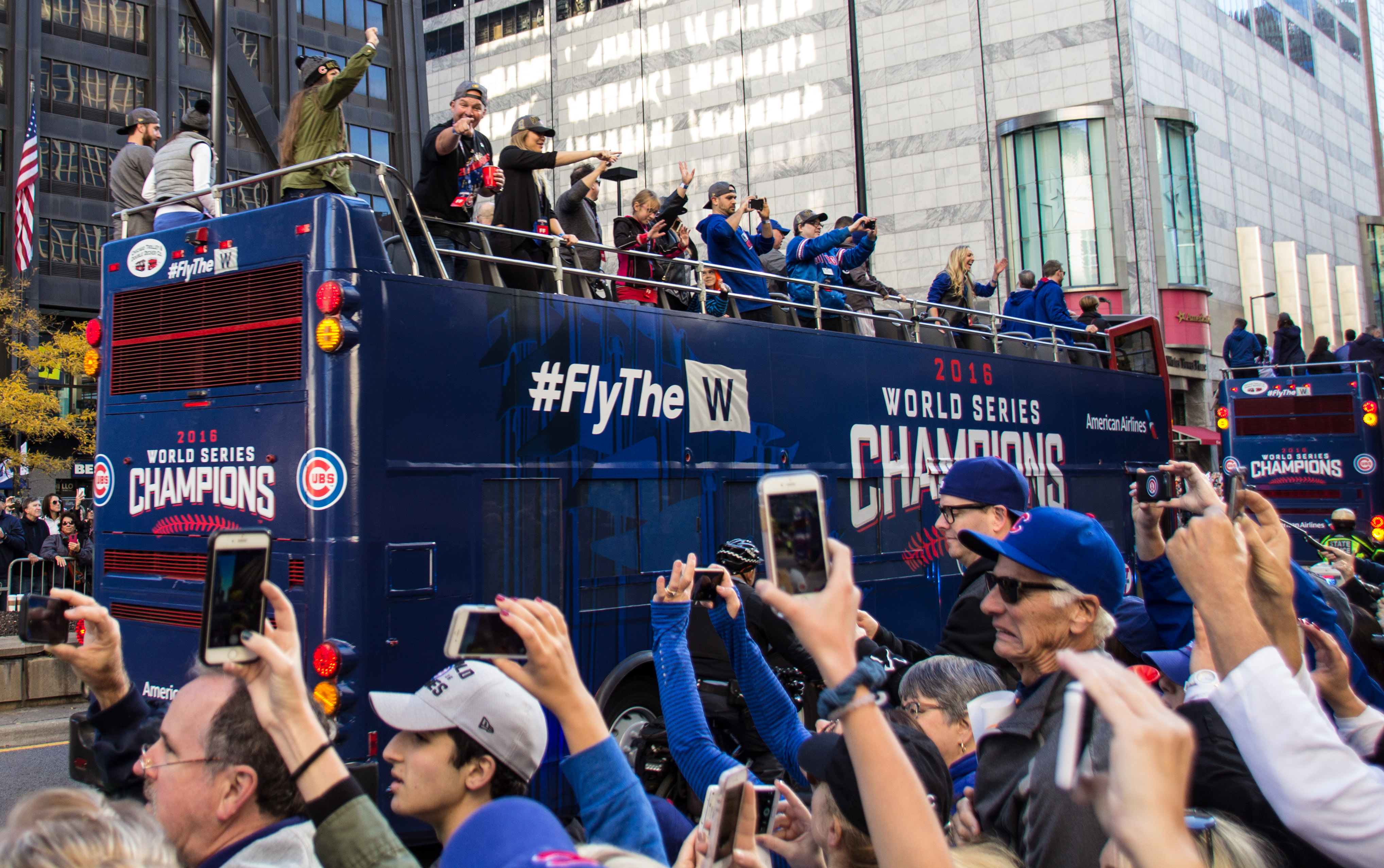
市街地を通過するパレードの様子

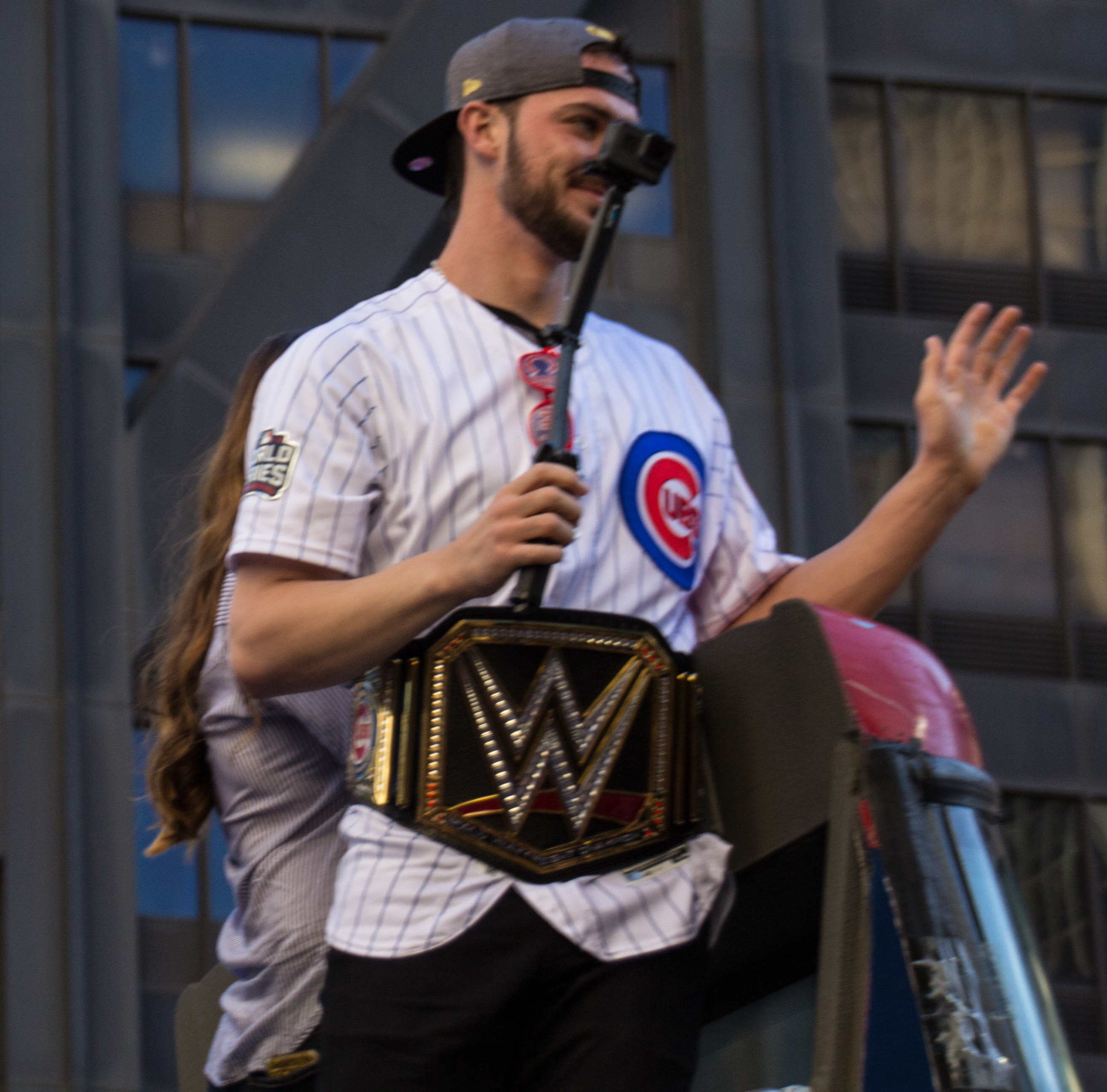
クリス・ブライアントは、腰にチャンピオンベルトを巻いてパレードに参加した。このベルトは、プロレス団体のWWEがカブス優勝を記念して製作・贈呈した、同団体世界王座ベルトのレプリカである

シリーズ終了から一夜明けた11月3日の正午前、シカゴ市長ラーム・エマニュエルが記者会見で、カブスの優勝記念パレードが翌4日に開催されることを発表した。開催日について市側は当初、週明け月曜日の7日を希望していた。優勝決定により多くの人が夜の街に繰り出した結果、警察当局が3日未明まで雑踏警備にあたっており、パレード開催が翌4日では彼らの負担が大きいというのがその理由である。実際にこのとき、優勝を祝う喧騒のなかで14人が逮捕され35人が救急搬送されている。一方、球団側は4日開催を求めた。こちらは選手が一日でも早くオフの休暇に入りたがっていることに加え、7日からは各球団の幹部が集まるGM会議がアリゾナ州スコッツデールで始まり、パレードが7日開催では編成本部長セオ・エプスタインらが参加できなくなるためだった。最終的に市側が折れ、開催日は4日に決まった。コースは、本拠地球場リグレー・フィールドを午前10時に出発してアディソン通りを東へ進み、ミシガン湖に突き当たったところで右折して南下、ミシガン通りとコロンバス通りを経てグラント・パーク着、というものである。グラント・パークは、2008年11月の大統領選挙でバラク・オバマがおよそ24万人の聴衆を前に勝利演説をした場所であり、アイスホッケーのNHLシカゴ・ブラックホークスによる2010年以降3度のスタンレー・カップ優勝時にもパレードの終着点となるなど、過去にも人が多く集まるイベントの開催地となった実績がある。今回も、エマニュエルの会見に先立つ3日早朝から、ステージ設営や仮設便所設置など記念式典の準備が始まっていた。
イリノイ州知事ブルース・ローナーは、パレードが行われる4日を「世界王者シカゴ・カブスの日」とすると発表した。カブスのファンは3日、アーニー・バンクスやハリー・ケリーなど既に亡くなっている球団OBの墓にお供え物をしたり、リグレー・フィールドの煉瓦壁に親戚の故人の名前を書き込んでいったりと、カブスの優勝を見届けることなくこの世を去った人々を思い思いの形で鎮魂した。ケリーの墓には、青リンゴが多くお供えされていた。これは、アメリカ英語に「…なのは確かだ」「…なのは間違いない」を意味する「神が青リンゴを創造したように…」（ "Sure as God made green apples..." ）という慣用句があり、生前のケリーがこれを用いて「いつの日かカブスがワールドシリーズに出るのは間違いありません」と述べていたことに由来する。ファンにとって今回の優勝はただ嬉しいだけではなく、それを分かち合うことができなかった故人に思いを馳せるという点で、少しほろ苦いものでもあった。2003年のリーグ優勝決定戦でファウルフライ捕球妨害を起こし大バッシングを浴びたスティーブ・バートマンは、選手たちに集まるべき注目が自分へ向けられると祝福ムードに水が差されるのでパレードを観には行かないが、カブスの優勝にはとても喜んでいるとの声明を代理人弁護士を通じて発表した。当時の大統領オバマは、カブスではなくシカゴ・ホワイトソックスの熱狂的ファンであるにもかかわらず、この日の夜にジョー・マドンに祝福の電話をかけ、自分が大統領を退任する2017年1月までにホワイトハウスを訪問しないか、とカブスを招待した。スティーブ・グッドマンが1984年に発表したカブス応援ソング『ゴー、カブス、ゴー』はインターネット上での再生数が一気に伸び、ストリーミング配信大手 "Spotify" ではこの曲がバイラルチャートの第22位に登場した。チャンス・ザ・ラッパーは自身の代表曲『ノー・プロブレム』と『ゴー、カブス、ゴー』のマッシュアップ曲を "SoundCloud" に投稿し、プライベートバンク劇場ではミュージカル『ハミルトン』上演終了後のカーテンコールで出演者が『ゴー、カブス、ゴー』を歌った。
市の発表では、パレード当日は警察当局による巡回が未明の午前3時頃から始まることになっていた。しかし実際に日付が変わると、午前2時頃には早くもファンがグラント・パークの周りに集まりだした。さらにアディソン通りでも、ファンが席取りする姿は日の出前から見られた。街に朝日が昇った午前7時15分頃には、シカゴ川に染料が流され、川がカブスのチームカラーである青一色に染まった。シカゴ川に染料で色をつけること自体は、毎年3月 "聖パトリックの祝日" の時期に行われている。シカゴにはアイルランド系アメリカ人が多く住むため、アイルランドの守護聖人パトリキウス（聖パトリック）の命日を祝うこの時期に、アイルランドのナショナルカラーである緑に川を染めるのが恒例行事となっている。しかし、地元スポーツチームの優勝を祝うために川を染めたというのは、これまでに前例のないことだった。シカゴ交通局（CTA）やメトラなどの鉄道事業者は予想される混雑に対応するため、臨時ダイヤを編成してこの日の運行本数を増やし、また自転車の車内持ち込みを制限するなどの対応策を決めていた。それでも午前8時30分頃には最大31分の遅れが発生したほか、一部の列車はこれ以上乗客を乗せられないと判断して一部の停車駅を通過する措置をとった。これまでの一日の最多乗客数は、CTAのシカゴ・Lが約90万人でメトラが約43万人だったが、この日はそれぞれがそれを上回る約110万人と約46万人を記録した。アディソン通りでは、警備にあたる警察官までもがカブスの勝利を祝う旗をはためかせていた。
選手たちは午前8時40分頃からリグレー・フィールドに集まり始め、球場内で記念撮影に興じていた。ただ、球場周辺が多数の人出で渋滞となり、一部の選手が巻き込まれて遅刻したため、パレードは開始予定時間から45分ほど遅れての出発となった。この日は空も晴れ、気温も60°F（約15.6°C）ほどと、シカゴには珍しい秋晴れの日となった。パレードには選手やコーチ陣、エプスタインらフロントとその家族のほか、ライン・サンドバーグやケリー・ウッドといった球団OBたち、地元イリノイ州選出の連邦議会上院議員やエマニュエルら政治家なども参加し、総勢42台のバスで市内を進んでいった。ファンは少しでもいい視界を確保しようと街路樹や建物の窓のへりによじ登り、デビッド・ロスが通過するときには「グランパ（おじいちゃん）！」と声援を送った。ミシガン湖沿いでは高速道路に入ったので沿道のファンはまばらだったが、対向車線では北進していた車がパレードを見ようと速度を落としたため、渋滞が発生した。一行が高速道路を下り、ミシガン通りのマグニフィセント・マイルと呼ばれる区間にさしかかると、沿道は再びファンで埋め尽くされた。ジェイク・アリエータはミシガン通りの光景を目にして「この人の多さにはグッとくるものがあるね」と述べた。エプスタインを乗せた車両が通ると、ファンは「セーオ、セーオ、セーオ」と彼の名を連呼し、選手のなかではシリーズMVPのベン・ゾブリストに特に大きな歓声が集められた。一行がミシガン通りを通過してシカゴ川を渡りきったあとには、ファンの何人かが橋からシカゴ川に飛び込んだ。
グラント・パーク入口に集まっていたファンは、午前8時15分頃の開門と同時になだれ込んだ。彼らの待つところにパレード一行が到着し、記念式典が始まったのは午後に入ってからである。マドンはステージ上から大観衆を見渡すと、この式典をウッドストック・フェスティバルになぞらえ「カブストック2016によく来たな！ リッチー・ヘブンスがこの場にいたらなぁ、と思うよ」と声をあげた。球団専属ラジオアナウンサーのパット・ヒューズは観衆に「みんな、仕事や学校にはちゃんと行ったか？」と問いかけ、"No" という返事が聞こえると「心配はいらないぞ、上司も先生もここに来てるからな」と話した。実際に平日の日中にもかかわらず、パレードや記念式典の観衆のなかには、児童や学生と思しき若者や彼らを含む家族連れの姿も多く見られた。というのも、シカゴの学区が管轄する公立学校はもともとこの日、教職員が学校改善策を検討する日として授業を休講することになっていたのである。ただ、学区管轄外で休講予定のない学校でも、遅刻・欠席の数が普段の数倍にのぼった事例は少なからずあった。ジョン・レスターはヒューズからマイクを受け取ってのスピーチで "shit" と放送禁止用語を口走ってしまい「子供の前ではまずかったね」と謝った。全体的に浮かれた空気で式典が進むなか、アンソニー・リゾは涙を見せた。彼はチームの裏方や選手の妻ら家族に感謝の言葉を述べたあと、ロスについて触れ、時折言葉を詰まらせながら「より良き人間でいるためにどうすべきか、フィールドの内外でたくさん教えてもらった。彼には一生感謝するよ、彼は永遠のチャンピオンとしてフィールドを去るんだ」と称賛した。そのロスは全選手中最後に登場すると「自撮りさせてもらってもいいか？ みんな、手を挙げてくれ」と呼びかけ、観衆を背景にチームメイトも入れた自撮り写真を撮影し、のち自身のTwitterに投稿した。その後、カントリー歌手のブレット・エルドレッジが登壇して『ゴー、カブス、ゴー』を歌い、『伝説のチャンピオン』をBGMに選手たちがコミッショナーズ・トロフィーを高々と掲げて式典が締めくくられた。
| 順位 | 行事                                                        | 開催年 | 開催国         | 人数     |
| ---- | ----------------------------------------------------------- | ------ | -------------- | -------- |
| 1    | クンブ・メーラ （ヒンドゥー教の行事）                       | 2013年 | インド         | 3000万人 |
| 2    | アルバイーン （イスラム教シーア派の行事）                   | 2014年 | イラク         | 1700万人 |
| 3    | C・N・アンナードゥライ（タミル・ ナードゥ州初代首相）の葬儀 | 1969年 | インド         | 1500万人 |
| 4    | ルーホッラー・ホメイニー （イラン最高指導者）の葬儀         | 1989年 | イラン         | 1000万人 |
| 5    | 教皇フランシスコ（キリスト教 カトリック最高位聖職者）の訪問 | 2015年 | フィリピン     | 600万人  |
| 6    | 第7回ワールドユースデー （カトリック信者の年次集会）        | 1995年 | フィリピン     | 500万人  |
| 7    | カブスのワールドシリーズ 優勝記念パレードおよび式典         | 2016年 | アメリカ合衆国 | 500万人  |
| 8    | ガマール・アブドゥル＝ナーセル （エジプト大統領）の葬儀     | 1970年 | エジプト       | 500万人  |
| 9    | ロッド・スチュワートの コンサート                           | 1994年 | ブラジル       | 350万人  |
| 10   | ハッジ （イスラム教徒の聖地メッカ巡礼）                     | 2012年 | サウジアラビア | 300万人  |

シカゴ市危機管理通信課は昼前に、この日のパレードや記念式典を観に訪れた人の数を推定500万人と発表した。過去にシカゴで行われたほかのパレード推定観衆数は、2005年のホワイトソックスによる88年ぶりのワールドシリーズ制覇時が120万人、ブラックホークスの優勝時が200万人である。また、これまでにアメリカ合衆国史上最も多くの人を集めたスポーツ関連行事は、2004年にボストン・レッドソックスが86年ぶりのワールドシリーズ優勝を果たしたときのパレードで、推定300万人とされる。今回のパレードはこれらの記録を塗り替えたのみならず、一説によれば、人類史上7番目に多くの人を集めた行事になるという。今回のと同等もしくはそれ以上に人を集めた行事は、その多くが宗教にまつわるものであり、スポーツ関連で500万人というのは世界的にも過去に例を見ない。ただ、冷静に考えると、500万人という数字はいささか現実味に欠ける。例えば、人ひとりが立つのに要する面積を2ft2（約0.186m2）と仮定すると、グラント・パークと沿道とで計500万人が入るには沿道の幅が平均で206ft（約62.8m）ないといけない計算になるが、実際の道幅は最も広いところでも120ft（約36.6m）しかない。さらに、500万人という数字がシカゴ市の人口（約270万人）の2倍近く、かつ合衆国50州のうち半数以上の州それぞれの人口より多い数字であること、また自家用車で来た人はその車をどこの駐車場に停めたのかなど、疑問点はほかにも挙げられる。それでも、前述の計算から導き出される100万人が実際の数字だったとしても、集まった人々にとっては思い出深い一日となっただろう。アリゾナ州立大学教授のスティーブ・ドイグは「数百万人という規模ではなかったにしろ、幸福感に満たされたファンが大集合していたのは確かです」と述べている。
前述の計算によれば、グラント・パークへの入場者は48万7000人ほどと考えられる。入場者には手荷物検査が課され、容器未開栓の水など一部を除いて場内持ち込みが制限されるなど、厳重な警備体制が敷かれた。その結果、パレード当日の逮捕者は6人、救急搬送者は33人だった。エマニュエルはのちに声明を出し「市のあらゆる機関・部署のみなさまの多大なる貢献により、本日の祝典が開催できましたことに感謝申し上げます。カブスの優勝と並び、このパレードを行うにあたり昼夜を問わず尽力されたシカゴ市民のみなさまも、ここに顕彰いたします」と謝意を示した。一方、数十万人が一斉に詰めかけたことでグラント・パークには芝生の剥離などの損傷が発生し、市は後日カブスに修繕費用として38万8000ドルを請求した。

### もうひとつの100年以上待ちわびた勝利
沿道でパレードを見守る観衆のなかに、ラグビーユニオンのニュージーランド代表 "オールブラックス" の姿があった。なぜ彼らがそこにいたかというと、翌5日にソルジャー・フィールドでアイルランド代表とテストマッチを行うためである。オールブラックスの宿舎はミシガン通りの近くにあり、ジュリアン・サヴェアら一部の選手はカブスが優勝を決めた瞬間もテレビ中継で観ていたという。パレードへ出かけるとアーロン・スミスやサム・ケインらは野球ごっこに興じ、オールブラックスの前をカブス一行が通過する際には、TJ・ペレナラとワイサケ・ナホロがそれぞれサヴェアとオーウェン・フランクスに肩車してもらって光景を視界に収めた。今回のオールブラックス北半球遠征スコッドのうち、ここに名前の挙がった選手たちは2015年のワールドカップで優勝を経験している。彼らは10月31日の決勝戦に勝利すると、開催地イングランドから地球の裏側にある母国に帰り、この日のカブスからちょうど1年前の11月4日に同国最大都市オークランドでパレードをしていた。そんな彼らにとっても、今回のカブス優勝記念パレードは強く印象に残るものとなった。ペレナラは「うちの国の総人口より多い人数がここに来てるのか」「桁違いだな」と感嘆していた。
アイルランド代表はその日の朝、パレードによって大通りが塞がっていたため、ソルジャー・フィールドへ練習に向かうのに警察の先導で地下道を通らなければならなくなった。主将のローリー・ベストは午前の練習を終えると、トランプ・インターナショナル・ホテル・アンド・タワー内の宿舎に戻り、17階からパレードを見下ろして「信じられない」と漏らした。しかし外に出て見に行くことはせず、パレードの最中に記者会見に臨み「オールブラックスには敬意を払わねばならないが、かといって戦意を喪失したり怖気づいたりしてもいけない。フィールドに出たら俺たちのゲームプランを試合終了まで貫いて、最後は彼らに勝たないと」と意気込みを語った。両国のテストマッチは、1905年11月の初対戦以来これまでに28試合が行われ、オールブラックスが27勝1分と圧倒している。今回はカブスが108年ぶりの優勝を決めた直後にカブスの本拠地都市で対戦するということで、次はアイルランド代表111年目の初勝利なるかとファンの期待が高まっていた。代表HCのジョー・シュミットも、そのことに「いやぁ、私は迷信を信じるような人間じゃないんだ。1908年と1905年、確かに似ているがそれだけだよ」と否定的ながらも言及した。
テストマッチ当日、ソルジャー・フィールドには6万2300人の観衆が集まった。その多くはアイルランド代表のファンで、場内の雰囲気はベストが「第二のホーム」と表現したほどだった。試合は午後3時に始まり、アイルランド代表は開始3分で3点を先制すると、前半だけで3トライを挙げるなど試合を優位に進め、25－8でハーフタイムを迎える。後半に入るとオールブラックスが反撃に転じ、64分には33－29と4点差にまで追い上げるが、アイルランド代表は残り5分でロビー・ヘンショーがトライを決めて突き放し、40－29で勝利を手にした。試合後にロブ・カーニーは「この試合に全力を尽くした我々は勝利に値すると思う。カブスが勝ったあとのこの週末、シカゴには何かが起こりそうな空気があった」と、本拠地にも敵地にもない独特の雰囲気を指摘した。オールブラックスHCのスティーブ・ハンセンは「あの500万人パレード、うちの選手もほぼみんな見に行ってたよ。それが翌日の試合に負けた主な原因かどうかはわからないが、普段ならテストマッチ前日にやるようなことではないのは確かだ」と、カブスに気を取られて試合に集中していなかった選手の存在を認めた。

### 大統領選挙とホワイトハウス表敬訪問
| 年     | ワールドシリーズ勝者         | ワールドシリーズ勝者 | 大統領選挙当選者            | 大統領選挙当選者 |
| ------ | ---------------------------- | -------------------- | --------------------------- | ---------------- |
| 1924年 | ワシントン・セネターズ       | （AL）               | カルビン・クーリッジ        | （共和党）       |
| 1940年 | シンシナティ・レッズ         | （NL）               | フランクリン・ルーズベルト  | （民主党）       |
| 1952年 | ニューヨーク・ヤンキース     | （AL）               | ドワイト・D・アイゼンハワー | （共和党）       |
| 1956年 | ニューヨーク・ヤンキース     | （AL）               | ドワイト・D・アイゼンハワー | （共和党）       |
| 1960年 | ピッツバーグ・パイレーツ     | （NL）               | ジョン・F・ケネディ         | （民主党）       |
| 1964年 | セントルイス・カージナルス   | （NL）               | リンドン・ジョンソン        | （民主党）       |
| 1968年 | デトロイト・タイガース       | （AL）               | リチャード・ニクソン        | （共和党）       |
| 1972年 | オークランド・アスレチックス | （AL）               | リチャード・ニクソン        | （共和党）       |
| 2016年 | シカゴ・カブス               | （NL）               | ？                          | （？）           |

シリーズ最終戦から6日後の11月8日は、第58回アメリカ合衆国大統領選挙の投票日だった。現職のバラク・オバマ（民主党）は憲法の任期制限規定により出馬できず、与党・民主党からは元大統領夫人で前国務長官のヒラリー・クリントンが、野党・共和党からは不動産開発業者でタレントのドナルド・トランプが、それぞれ候補者となり選挙戦を繰り広げた。政治ジャーナリストのケン・ルーディンは、シリーズと選挙に関する一種の法則を指摘している。それによると、選挙の年にシリーズが最終第7戦までもつれ込んだ場合、アメリカンリーグの球団が優勝すると共和党候補が、逆にナショナルリーグ球団が優勝すると民主党候補が選挙で当選しているという。この法則に従えば、今シリーズはナショナルリーグのカブスが制したため、選挙ではクリントンが勝つことになる。実際、世論調査ではクリントンが上位という結果が多く、今回も法則通りになりそうな情勢だった。トランプは "ラストベルト" と呼ばれる地域で支持を集めていたものの、選挙期間中はポリティカル・コレクトネスを無視した暴言を連発していたため、支持者でもそのことを公言しづらい状況にあった。
カブスの地元イリノイ州は民主党支持者が多い "青い州" とされ、1992年にクリントンの夫ビルが勝ったときから民主党候補が6連勝中である。オバマとクリントンはともにシカゴ居住経験があり、今シリーズではカブスを応援していた。とはいうものの、オバマのほうは元来シカゴ・ホワイトソックスのファンであり、2008年には同市内のライバルであるカブスのファンを、球場では酒を飲むばかりで試合をろくに観もしない連中だとこき下ろしたこともある。2016年のポストシーズンでは、ホワイトソックスが出場していなかったこともあって、一時的にカブスのファンになっていた。これに対してクリントンは、幼少期からカブスのファンだった。ニューヨーク州選出の連邦議会上院議員時代にはニューヨーク・ヤンキースを応援していたこともあるが、その理由は「アメリカンリーグに贔屓球団を持とうにも、私の地元でホワイトソックスを応援するのは神への冒涜みたいなものだから」だという。またクリントンは、カブス応援ソング『ゴー、カブス、ゴー』の歌手スティーブ・グッドマンとメイン東高等学校で同級生だったという縁もある。シリーズ最終戦から一夜明けた11月3日、クリントンはノースカロライナ州での演説で「昨晩はとても特別な一夜でしたが、数日後にはもっとすごいことが起こるかもしれません。カブスが前回（1908年）優勝したとき、女性には大統領選挙の投票権すらなかった――女性たちは今回の選挙でその遅れを挽回しようとしているのです」と、カブスを引き合いに出しながら史上初の女性大統領誕生へ意欲を見せた。ただ、カブス球団オーナーのリケッツ家は、球団会長のトムをはじめ多くが共和党支持者である。一家の資金提供を受けた特別政治活動委員会（スーパーPAC）は、ナショナルリーグ優勝決定戦のテレビ中継でクリントンを中傷する内容のCMを流し、物議を醸した。
インディアンスの地元オハイオ州は両党支持勢力が拮抗する "スイング・ステート" として知られ、1964年以来この州を制した者がそのまま選挙でも当選している。共和党は同州を重視し、7月の党全国大会開催地をクリーブランドにしたほか、選挙戦でもトランプ本人だけでなく彼の娘イヴァンカや副大統領候補マイク・ペンスなど、大物の人物を民主党陣営よりも重点的に同州へ動員していた。ただシリーズに関しては、共和党陣営にインディアンス応援の動きは見られなかった。トランプはどちらのチームを応援するかシリーズ開幕後も表明していない。最終第7戦に対する関心の度合いも、クリントンとは対照的である。クリントンは遊説終了後にiPadで延長戦の模様を見守り、決着後にはカブスの勝利を祝う旗を広げて喜びをあらわにした。これに対してトランプは、移動中の自家用ジェット機内で党全国委員長ラインス・プリーバスから中継を観ないかと提案されたが拒否し、しかもその代わりにテレビ画面には自身の肖像写真を大写しにしたという。トランプ以外の陣営関係者でも、ペンスはカブスのファンであると公言している。また、世論調査ではクリントンが終始優勢だったことから、選挙対策委員長ケリーアン・コンウェイはTwitterで、一時は1勝3敗と崖っぷちに追い込まれたカブスの逆転優勝を暗に自陣営と重ね合わせるかのような投稿を行った。選挙直前に地元のスポーツチームが負けると与党の得票が減る、という社会科学の研究報告もあり、共和党としてはインディアンスに負けてもらったほうが都合がよかったのかもしれない。インディアンス球団オーナーのラリー・ドーランもまた共和党支持者であるが、政治活動にはあまり積極的でない。2010年以降の政治献金額を比較すると、リケッツ家が3000万ドル以上を投入しているのに対し、ドーラン家は20万ドル未満にとどまっている。

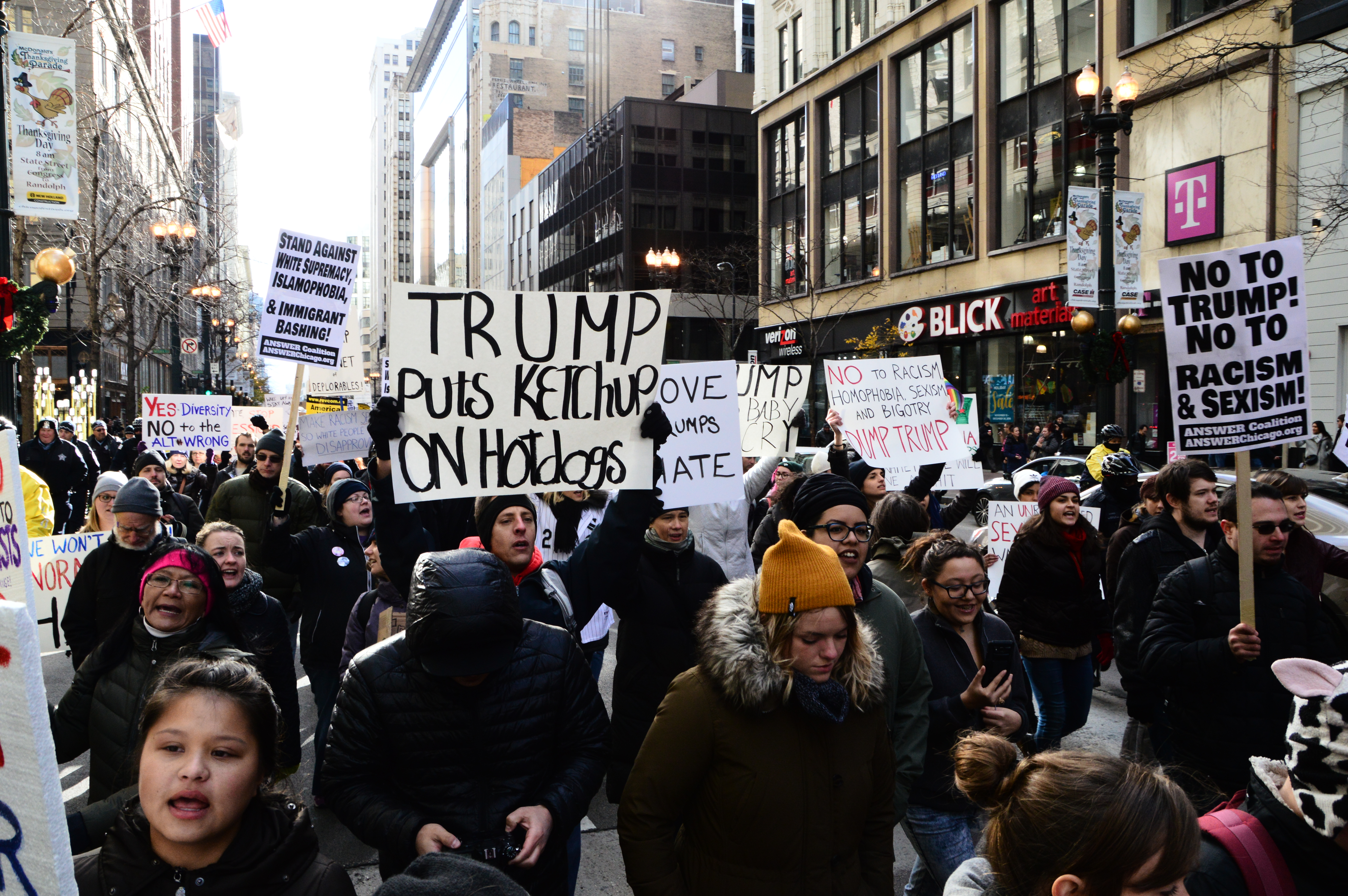
シカゴで行われた反トランプの抗議デモ

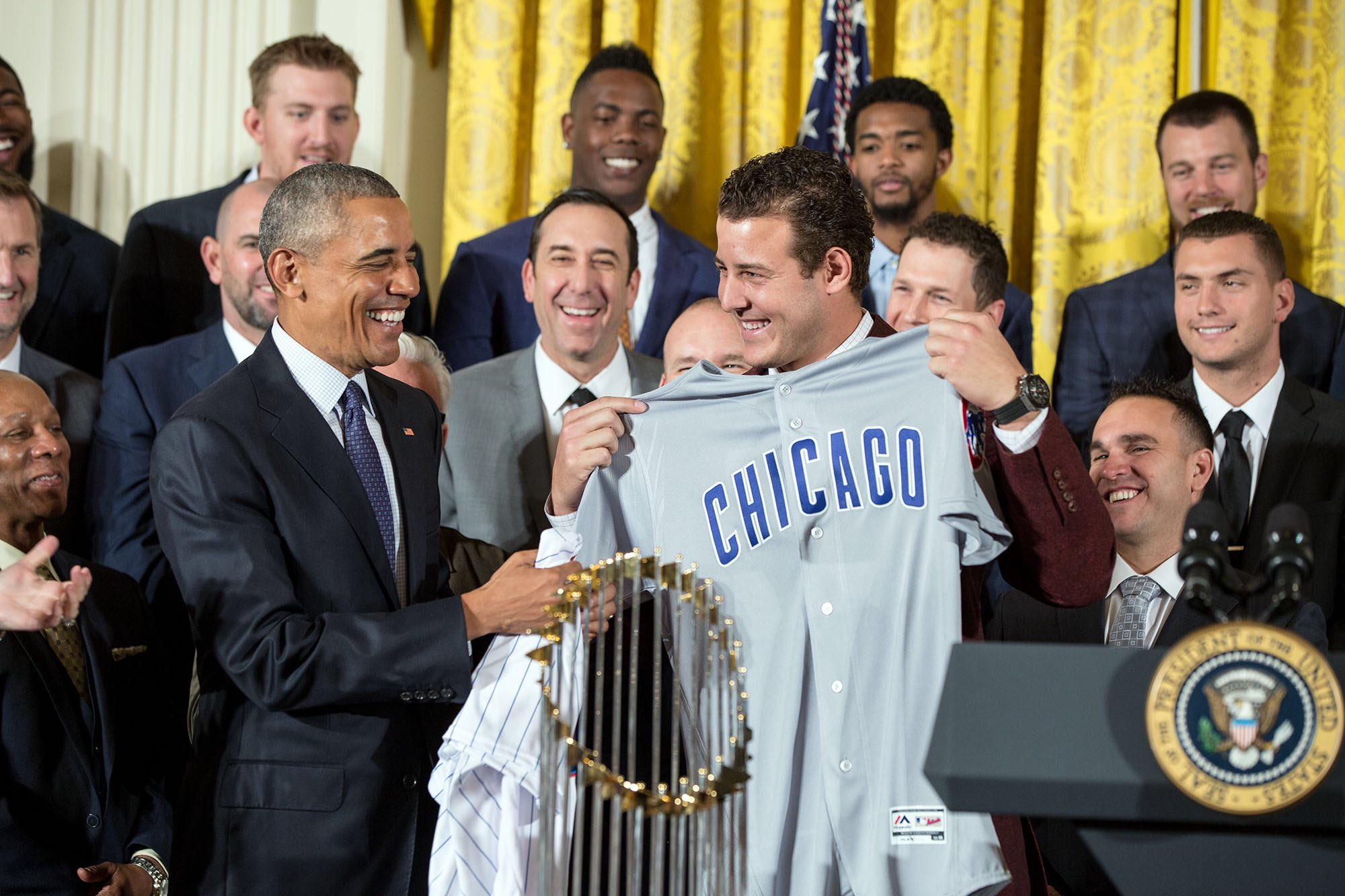
1月の表敬訪問。背番号44のアンソニー・リゾから第44代大統領バラク・オバマへカブスのユニフォームが贈呈される

コンウェイがほのめかしたようにトランプ当選の可能性は日増しに高まり、11月に入ると支持率がクリントンを超えた、などの報道も一部で出るようになった。しかし11月3日、各メディアのトップニュースは、大統領選挙ではなくカブス優勝だった。このことは、逆転の可能性が現実的なものとしてはとらえられていなかったことを意味する。こうした状況下で投票は8日に行われ、翌9日未明にかけて開票作業が進められた。その結果、イリノイ州ではクリントンが、オハイオ州ではトランプが、それぞれ勝利を収めた。そして合衆国全体では、単純な得票数ではクリントンのほうが多かったものの、選挙人獲得数ではトランプが上回ったため、トランプが当選した。この選挙結果、そしてトランプの大統領への適格性に対する懸念から、全米各地で反トランプの抗議デモが発生した。シカゴでも数千人がデモに参加し、トランプ・インターナショナル・ホテル・アンド・タワーの前で "Not my president!" （「こんな大統領は選んでない！」）と叫び声をあげた。またスポーツ界でも、アメリカンフットボールのNFLやバスケットボールのNBAではトランプ政権への不安を公言する選手が出てきたほか、複数のNBAチームがニューヨーク州ニューヨークやシカゴへの遠征時にトランプの名を冠したホテルの利用をとりやめることにするなど、トランプ当選の余波が広がった。こうしたなか、ワールドシリーズ優勝球団恒例のホワイトハウス表敬訪問をカブスはどうするのか、注目が集まった。カブスはオバマから招待を受けている。そのオバマの退任およびトランプの就任は翌年1月20日である。カブスがオバマを訪問するなら、日付はそれより前となる。しかしその時期だと、オバマは次期政権への引継作業を優先させなければならないし、カブスもオフで選手各々がプライベートの予定を抱えているため、どれだけ揃うかは不透明だった。
結局カブスは、オバマかトランプかの二者択一とはせず、1月にオバマを、6月にトランプを、それぞれ表敬訪問した。1度の優勝で表敬訪問を複数回行うのは異例である。まず1月16日、カブスは最初の訪問でオバマと面会した。ジェイク・アリエータやジョン・レスターら4選手が家庭の事情などで欠席する一方、FAで他球団への移籍を決めたデクスター・ファウラーやアロルディス・チャップマンらは出席した。オバマは演説のなかで「スポーツには我々をひとつにする力がある。たとえ国が分断されているときでも」と訴えた。編成本部長セオ・エプスタインは「これまでのあなたの（ホワイトソックスを応援してきたという）過ちに駆け込み恩赦を与えましょう」と笑わせ、オバマは「ホワイトソックスのファンのなかで、カブスを最も熱く応援していたのはこの私だ」と弁明した。続いてシーズン開幕後の6月28日、カブスはワシントンD.C.遠征を利用してトランプとも面会した。1月の訪問が球団の公式行事だったのに対し、今回の訪問は非公式扱いで選手の参加も任意とされた。そのため不参加を表明した選手は10名と1月の倍以上にのぼり、その理由も「試合への準備を優先したい」「もう1月に行ってるし」「恐竜博物館にでも行こうかな」など様々であった。トランプは面会中にも記者団に、前政権が導入した医療保険制度（オバマケア）の撤廃について「すごい、すごいサプライズがあるからな。すごいことになるぞ」と進展を示唆するなど、自身の政治的宣伝を忘れなかった。またトランプは、ダン・ギルバートをカブス一行と引き合わせた。ギルバートはNBAクリーブランド・キャバリアーズのオーナーで、この日は別件でホワイトハウスに来ていた。ただ、カブスにとってキャバリアーズは、ワールドシリーズの対戦相手インディアンスと同じ街を本拠地とする存在なだけに、この対面は気まずい空気に包まれたという。

## セレモニー
試合前のアメリカ合衆国国歌『星条旗』独唱・重唱・演奏と始球式、セブンス・イニング・ストレッチにおける『私を野球に連れてって』独唱、および『ゴッド・ブレス・アメリカ』独唱を行った人物・グループは、それぞれ以下の通り。『ゴッド・ブレス・アメリカ』は、これまではセブンス・イニング・ストレッチで『私を野球に連れてって』の前に歌われてきたが、今シリーズでそうなったのは第1戦のみである。第2戦が降雨見込みのために試合開始を1時間繰り上げた影響で『ゴッド・ブレス・アメリカ』独唱もセブンス・イニング・ストレッチから試合前に移動となり、第3戦以降もそのまま試合前の独唱が続いた。
| 試合  | 国歌独唱・重唱・演奏                              | 始球式                                            | 『ゴッド・ブレス・アメリカ』独唱                      | 『私を野球に連れてって』独唱        |
| ----- | ------------------------------------------------- | ------------------------------------------------- | ----------------------------------------------------- | ----------------------------------- |
| 第1戦 | レイチェル・プラッテン                            | ケニー・ロフトン                                  | アリソン・ジョーンズ （アメリカ空軍曹長）             | オルガン演奏                        |
| 第2戦 | ロキャッシュ                                      | カルロス・バイエガ                                | エリック・サリバン （アメリカ空軍曹長）               | オルガン演奏                        |
| 第3戦 | パトリック・スタンプ （フォール・アウト・ボーイ） | ビリー・ウィリアムズ                              | ウェイン・メスマー                                    | ビル・マーレイ                      |
| 第4戦 | ジョン・ヴィンセント                              | ファーガソン・ジェンキンス、 グレッグ・マダックス | ジュリアナ・ゾブリスト （カブス内野手ベンの妻）       | ヴィンス・ヴォーン                  |
| 第5戦 | ウェイン・メスマー                                | ライン・サンドバーグ                              | ウェイン・メスマー                                    | エディ・ヴェダー （パール・ジャム） |
| 第6戦 | ハンター・ヘイズ                                  | デニス・マルティネス                              | ブリアナ・メアリー・シャイニク （アメリカ陸軍上等兵） | オルガン演奏                        |
| 第7戦 | クリーブランド管弦楽団 弦楽部門                   | ジム・トーミ                                      | エミリー・メイヤー （アメリカ海兵隊中尉）             | オルガン演奏                        |

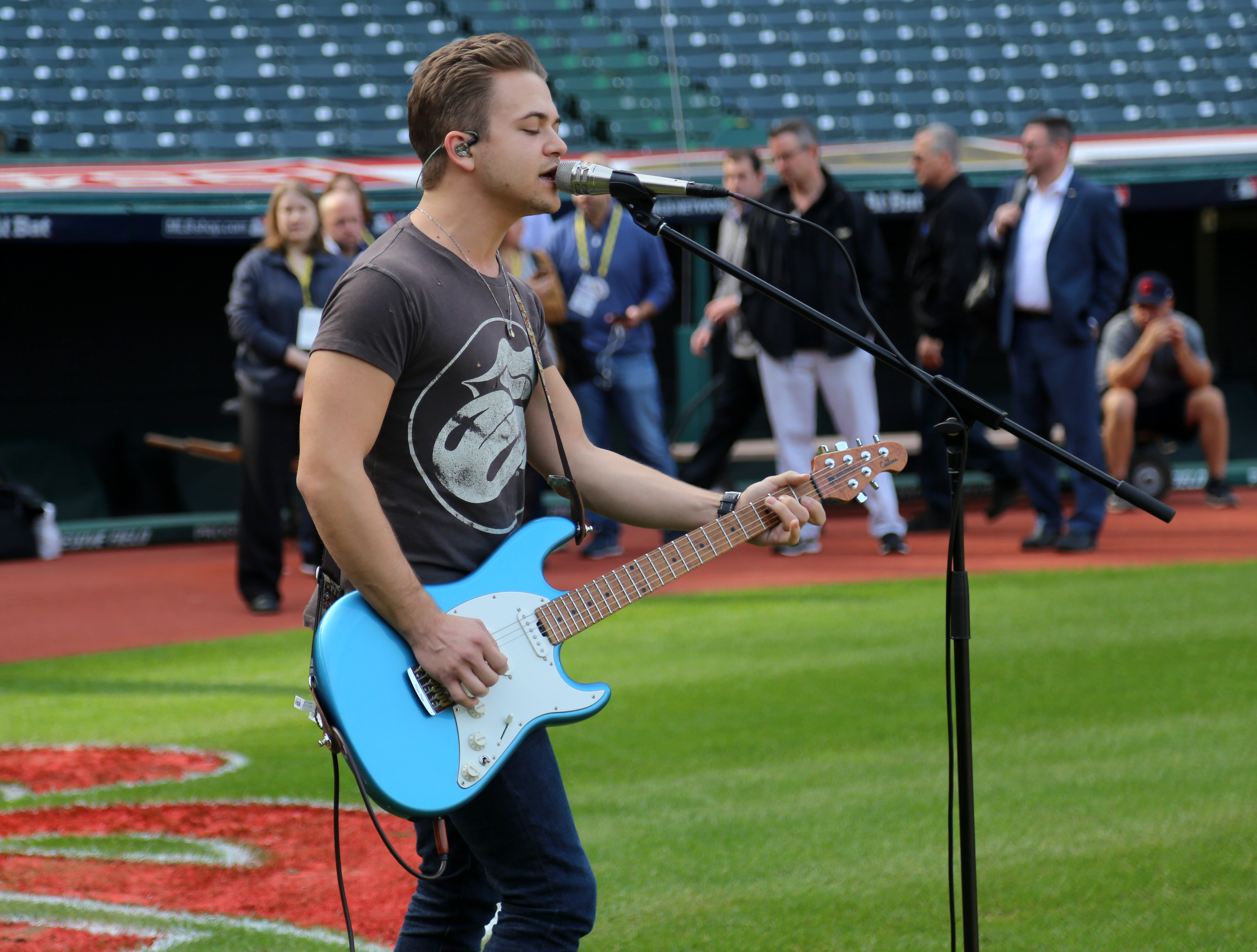
第6戦の観客入場前にサウンドチェックを行うハンター・ヘイズ

インディアンスがシリーズ進出を決めると、同球団の本拠地プログレッシブ・フィールドで開催される試合の始球式に、俳優のチャーリー・シーンが名乗りを上げた。シーンはインディアンスを舞台とした1989年の映画『メジャーリーグ』に、制球難の豪速球投手リッキー・ボーン役で出演していた。そのためファンの間でシーンの登場を望む声が高まり、これを受けてシーンもTwitterで「もしお呼びがかかれば光栄だね」と述べていた。しかしMLB機構は、インディアンスの球団史を彩った名選手を既に人選済みだとして、シーンの登場を否定した。それでもシリーズが最終第7戦までもつれると、シーンは地元の実業家に招かれてプログレッシブ・フィールドへ観戦に訪れた。6回表終了後、場内に映画のテーマ曲『恋はワイルド・シング』が流れ、電光掲示板にシーンの姿が映し出されると、観客から歓声があがった。
MLBの球場において『私を野球に連れてって』は、事前に録音されたものを流したり、オルガン奏者が弾いたりするのが一般的である。しかしカブスの本拠地リグレー・フィールドでは、放送席の一角に毎試合 "Guest Conductor"（客演指揮者）との名目でゲストを招き、歌わせるのがならわしとなっている。元々は球団専属アナウンサーのハリー・ケリーが観客といっしょに歌うのが球場名物だったが、ケリーが1998年2月に亡くなってからは特定の人物を後継者とせず、試合ごとにゲストを呼ぶ方式がとられるようになった。第3戦のマーレイはダフィー・ダックの物真似をしながら一曲を歌い切り、第5戦のヴェダーは「デビッド・ロスにこの歌を捧げる。（この年限りで引退する）彼のリグレーでの最後の試合なんだ、みんなで彼のために歌おうぜ」と観客に呼びかけるなど、それぞれに趣向を凝らした内容となった。

## テレビ中継

### アメリカ合衆国

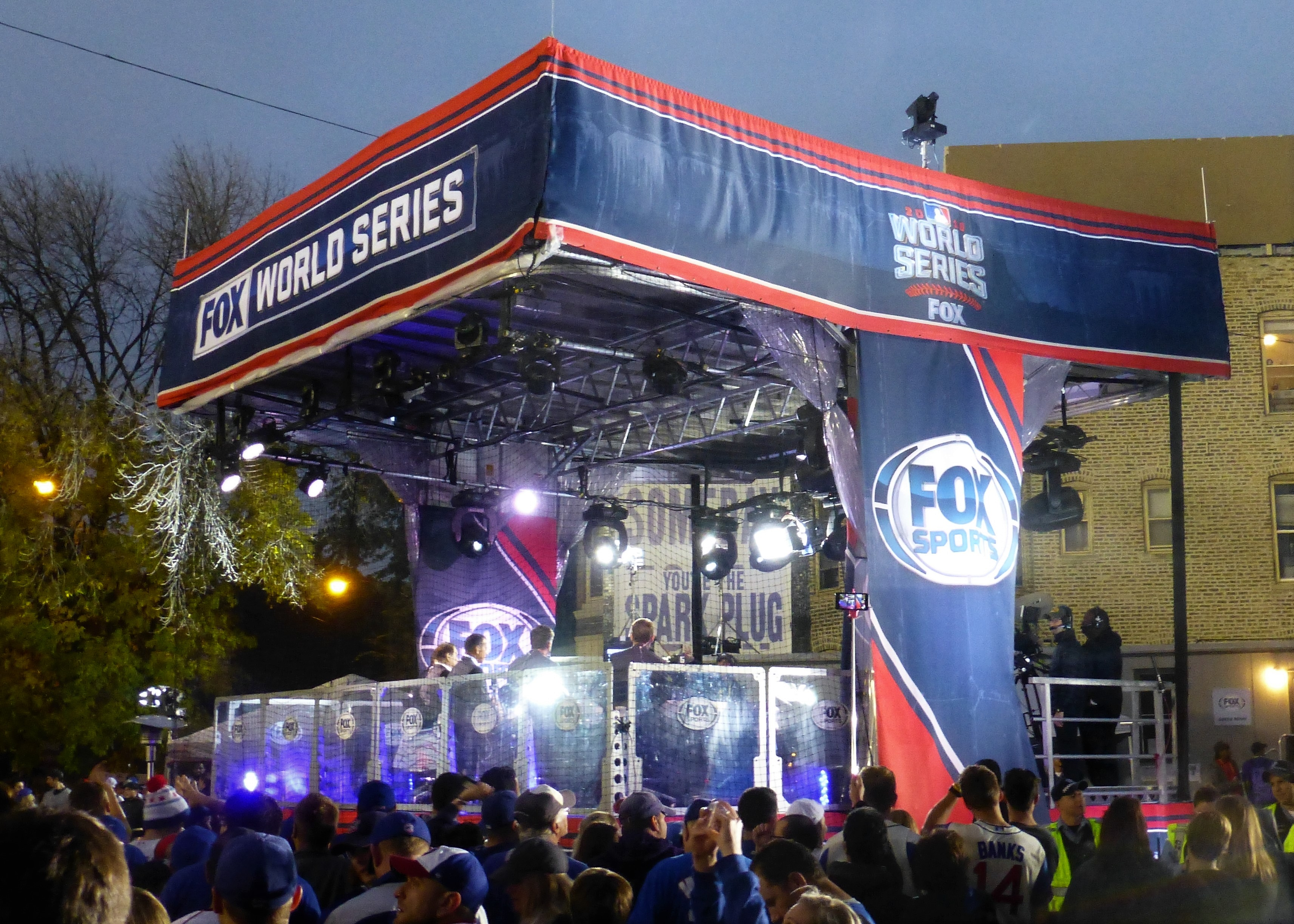
FOXがリグレー・フィールドの外に設置した仮設スタジオ

アメリカ合衆国におけるテレビ中継はFOXが放送した。実況はジョー・バックが、解説はジョン・スモルツが、フィールドリポートはケン・ローゼンタールとトム・バードゥッチが、それぞれ務めた。FOXは過去2年の中継では解説者にハロルド・レイノルズとバードゥッチのふたりを起用していたが、今回はバードゥッチをフィールドレポートに配置転換し、元選手の解説者としてレイノルズに代えてスモルツを起用した。スモルツは前年のシリーズにおいて、アメリカ合衆国外向け英語放送の解説を担当していた。また試合前にはケビン・バークハート進行のコーナーがあり、フランク・トーマスやピート・ローズ、アレックス・ロドリゲスらが出演して試合の見所などを語った。FOXがスポンサー企業に販売したCM放送枠の価格は、30秒あたり56万5000ドルと推定されている。
全7試合の平均視聴率は13.1%で、前年から4.4ポイント上昇した。シリーズを通しての、全米および出場両チームの本拠地都市圏における視聴率等は以下の通り。
| 試合  | 日付           | 放送時間               | 全米   | 全米   | 全米     | イリノイ州など シカゴ | イリノイ州など シカゴ | オハイオ州 クリーブランド | オハイオ州 クリーブランド |
| 試合  | 日付           | 放送時間               | 視聴率 | 占拠率 | 視聴者数 | 視聴率                | 占拠率                | 視聴率                    | 占拠率                    |
| ----- | -------------- | ---------------------- | ------ | ------ | -------- | --------------------- | --------------------- | ------------------------- | ------------------------- |
| 第1戦 | 10月25日（火） | 午後08時05分〜11時48分 | 11.3%  | 20%    | 1940万人 | 34.1%                 | 51%                   | 46.5%                     | 65%                       |
| 第2戦 | 10月26日（水） | 午後07時04分〜11時12分 | 10.2%  | 18%    | 1740万人 | 35.4%                 | 52%                   | 38.9%                     | 55%                       |
| 第3戦 | 10月28日（金） | 午後08時04分〜11時41分 | 11.0%  | 20%    | 1940万人 | 35.1%                 | 57%                   | 39.2%                     | 60%                       |
| 第4戦 | 10月29日（土） | 午後08時03分〜11時41分 | 9.3%   | 18%    | 1670万人 | 30.1%                 | 52%                   | 39.8%                     | 62%                       |
| 第5戦 | 10月30日（日） | 午後08時12分〜11時41分 | 13.1%  | 21%    | 2360万人 | 42.8%                 | 60%                   | 48.6%                     | 66%                       |
| 第6戦 | 11月01日（火） | 午後08時04分〜11時40分 | 13.3%  | 23%    | 2340万人 | 40.2%                 | 59%                   | 40.5%                     | 59%                       |
| 第7戦 | 11月02日（水） | 午後07時58分〜00時31分 | 21.8%  | 37%    | 4000万人 | 51.2%                 | 71%                   | 48.6%                     | 69%                       |
| 平均  | 平均           | 平均                   | 13.1%  | 23%    | 2340万人 | 不明                  | 不明                  | 不明                      | 不明                      |

| 今シリーズ | 今シリーズ | 今シリーズ | 前年からの変動 | 前年からの変動  | 前年からの変動 | 前年からの変動 | 裏番組の最高視聴率                              | 裏番組の最高視聴率                              | 裏番組の最高視聴率                              | 裏番組の最高視聴率                              |
| 試合       | 視聴率     | 視聴者数   | 前年視聴率     |                 | 前年視聴者数   |                | 番組                                            | 放送局                                          | 放送時間                                        | 視聴率                                          |
| 試合       | 視聴率     | 視聴者数   | 前年視聴率     | 変動            | 前年視聴者数   | 変動           | 番組                                            | 放送局                                          | 放送時間                                        | 視聴率                                          |
| ---------- | ---------- | ---------- | -------------- | --------------- | -------------- | -------------- | ----------------------------------------------- | ----------------------------------------------- | ----------------------------------------------- | ----------------------------------------------- |
| 第1戦      | 11.3%      | 1940万人   | 9.0%           | 2.3ポイント上昇 | 1490万人       | 450万人増加    | 『NCIS 〜ネイビー犯罪捜査班』                   | CBS                                             | 午後08時00分〜09時00分                          | 8.7%                                            |
| 第2戦      | 10.2%      | 1740万人   | 8.2%           | 2.0ポイント上昇 | 1370万人       | 370万人増加    | 『サバイバー』                                  | CBS                                             | 午後08時00分〜09時00分                          | 5.0%                                            |
| 第3戦      | 11.0%      | 1940万人   | 7.9%           | 3.1ポイント上昇 | 1320万人       | 620万人増加    | 『ブルーブラッド 〜NYPD家族の絆〜』             | CBS                                             | 午後10時00分〜11時00分                          | 5.7%                                            |
| 第4戦      | 9.3%       | 1670万人   | 7.8%           | 1.5ポイント上昇 | 1360万人       | 310万人増加    | Saturday Night Football                         | ABC                                             | 午後08時07分〜11時55分                          | 3.2%                                            |
| 第5戦      | 13.1%      | 2360万人   | 10.0%          | 3.1ポイント上昇 | 1720万人       | 640万人増加    | 『サンデーナイトフットボール』                  | NBC                                             | 午後08時31分〜11時44分                          | 10.2%                                           |
| 第6戦      | 13.3%      | 2340万人   | （なし）       | （なし）        | （なし）       | （なし）       | 『NCIS 〜ネイビー犯罪捜査班』（再放送）         | CBS                                             | 午後08時00分〜09時00分                          | 6.7%                                            |
| 第7戦      | 21.8%      | 4000万人   | （なし）       | （なし）        | （なし）       | （なし）       | 第50回カントリーミュージック協会賞授賞式中継    | ABC                                             | 午後08時00分〜11時22分                          | 7.6%                                            |
| 平均       | 13.1%      | 2340万人   | 8.7%           | 4.4ポイント上昇 | 1470万人       | 870万人増加    | ［註］放送時間は東部夏時間。中部夏時間は－1時間 | ［註］放送時間は東部夏時間。中部夏時間は－1時間 | ［註］放送時間は東部夏時間。中部夏時間は－1時間 | ［註］放送時間は東部夏時間。中部夏時間は－1時間 |

第5戦の裏番組としてNBCは、アメリカンフットボールのNFL中継『サンデーナイトフットボール』（SNF）を放送した。SNFは、2006年の放送開始から4年間はワールドシリーズがある週の放送を見合わせていたが、2010年以降は放送実施に転じていた。その結果2015年までの6年間で、シリーズ中継のほうが裏番組のSNFより多くの視聴者を獲得したのは、2011年の一度しかなかった。しかし2016年は、FOXのシリーズ第5戦が視聴率13.1%・視聴者数2360万人だったのに対し、NBCのSNFは10.2%・1800万人にとどまり、シリーズ中継が5年ぶりにSNFを上回る成績を残した。このときSNFで中継されたのは、ダラス・カウボーイズ対フィラデルフィア・イーグルスというNFC東地区所属どうしのライバル対決であり、試合内容も23－23の同点で延長戦へ突入するという熱戦だった。それにもかかわらずシリーズ中継のほうが高視聴率を記録した理由として、シリーズの注目度が元々高かったことに加えて、以下のようなNFL側のマイナス要因も挙げられている。
- この日に限らず全体的に、NFL中継の視聴率が前年と比べて低迷傾向にある。SNFは前年同時期比で、平均視聴率が13.8%から11.1%に、平均視聴者数が2370万人から1950万人に落ち込んでいる[184]。その原因として、以下のようなことが挙げられる[185]。
  - 11月の大統領選挙の存在
  - フットボール選手が脳震盪で深刻な障害を負う事実が明らかになってきたこと
  - 選手のドメスティックバイオレンス・スキャンダルが頻発したこと
  - 人種差別に反対する一部の選手が試合前の国歌独唱時に起立しないという形の抗議活動を行い、波紋を広げていること
- この日のNFLは、イギリスの首都ロンドンでも試合を開催していた。そのため朝・昼・夜とNFL中継が続き[注 6]、視聴者もさすがに飽きたとみられる[186]。

第5戦にカブスが勝利したことで第6戦の開催が決まると、FOXのライバル局のうちCBSが11月1日の番組編成を改めた。FOXによる第6戦中継の裏でCBSは、ドラマ『NCIS 〜ネイビー犯罪捜査班』シーズン14・第7話→『BULL / ブル 法廷を操る男』第6話→『NCIS: ニューオーリンズ』シーズン3・第6話の初回放送を予定していたが、全てを過去のエピソードの再放送に切り替えた。さらにシリーズが最終第7戦までもつれ込むと、CBSとNBCの2局が11月2日の編成に手を加え、ドラマの初回放送を翌週に延期する代わりに再放送を流した。CBSは『クリミナル・マインド FBI行動分析課』シーズン12・第5話を同作のシーズン11・第7話に、NBCは『ブラインドスポット タトゥーの女』シーズン2・第8話→『LAW & ORDER:性犯罪特捜班』シーズン18・第6話→『シカゴ P.D.』シーズン4・第6話を『LAW & ORDER:性犯罪特捜班』シーズン18・第1話および第2話→『シカゴ P.D.』シーズン4・第2話に変更した。
この放送は2017年5月9日に発表された第38回スポーツ・エミー賞において、最優秀中継特別番組賞を受賞した。
| 2015年 第50回スーパーボウル （CBS） | スポーツ・エミー賞 最優秀中継特別番組賞 2016年 | 2017年 第118回アーミー＝ ネイビー・ゲーム （CBS） |

### 日本
日本での生中継の放送は、日本放送協会（NHK）の衛星放送チャンネル "BS1" で行われた。実況は浅井僚馬が、解説は小早川毅彦と斎藤隆が務めた。斎藤は、シリーズの結果について「両チームに力の差はなかったと思います。ほんのわずかな差が勝者と敗者を分けました」と評したうえで、特にリグレー・フィールドを包んだ「言葉では表現できないほど」の熱気や「歴史の重み」を感じ、シリーズ制覇がいかに難しいものであるかを再認識したという。